# Hilbert-Kurve

Abb. 1: Hilbert-Polygone in sieben Iterationen, dazu die Hilbert-Kurve

In der Mathematik ist die Hilbert-Kurve eine (stetige) Kurve, die, wie in der nebenstehenden animierten Abb. 1 veranschaulicht, als Grenzkurve von Polygonzügen die Fläche eines Quadrats vollständig ausfüllt. Sie ist eine sogenannte FASS-Kurve, somit eine raumfüllende Kurve (engl. space-filling curve, abgekürzt SFC) und wurde 1891 von dem deutschen Mathematiker David Hilbert entdeckt. Die Möglichkeit, mit einer stetigen eindimensionalen Kurve ein zweidimensionales Gebiet komplett abdecken zu können, war den Mathematikern des neunzehnten Jahrhunderts neu (siehe auch Monsterkurve).
Die Hilbert-Kurve wird durch rekursive Iteration definiert und konstruiert. Die {\displaystyle n}-te Rekursionsstufe wird Hilbert-Kurve der {\displaystyle n}-ten Iteration, {\displaystyle H_{n}},
und der die Teilquadrate verbindende Polygonzug {\displaystyle P_{n}} Hilbert-Polygon der {\displaystyle n}-ten Iteration genannt. Die Hilbert-Kurven und die Hilbert-Polygone endlicher Iterationen haben denselben Grenzwert, nämlich die Hilbert-Kurve im engeren Sinn.
Die euklidische Länge des Hilbert-Polygons {\displaystyle P_{n}} ist {\displaystyle (4^{n}-1)\,2^{-n}=2^{n}-2^{-n}}, das heißt, sie wächst mit der Nummer {\displaystyle n} der Iteration über alle Grenzen. Die Hilbert-Kurve hat im Limes eine Hausdorff-Dimension von exakt 2, genau wie das Quadrat.
Mithilfe der Hilbert-Kurve endlicher Iteration kann man die Teilquadrate und mithilfe des Limes die Punkte im Quadrat in eine lineare Reihenfolge bringen, die Hilbert-Ordnung genannt wird. Mit ihr lassen sich (effiziente) Verfahren, die auf einer linearen Ordnung beruhen, ins Mehrdimensionale übertragen. Dazu gehört binäres Suchen, binärer Suchbaum, Skip-Liste und andere.

Abb. 2: Farbkodierte Entfernungstabelle von Orten auf der Hilbert-Kurve der 4. Iteration

Beim direkten Zugriff steht die Hilbert-Ordnung in Konkurrenz zu einem Zugriff, bei dem die linearen Ordnungen der Dimensionen in unterschiedlicher Rangigkeit zu einer lexikographischen Ordnung hintereinander geschaltet sind – im internen Speicher über ein mehrfach indiziertes Feld resp. im externen Speicher per wahlfreien Zugriff (Random Access). Wenn sich dies gut organisieren lässt, schneidet sie etwas schlechter ab. Sie ist aber überlegen, wenn es sich um eine ungefähre Suche handelt, an die sich eine sequentielle Suche anschließt, bei der Nachbarschaftsbeziehungen (engl. clustering) vorteilhaft ausgenutzt werden können. Dies ist bei {\displaystyle d}-dimensionalen Räumen {\displaystyle \mathbb {R} ^{d}}, bei denen Nachbarschaft durch die euklidische Metrik definiert ist, häufig der Fall – beispielsweise, wenn auf geographische Merkmale eines Objekts über die Schlüssel Länge und Breite zugegriffen werden soll. Die Hilbert-Kurve ist beliebt aufgrund ihrer guten Nachbarschaftserhaltung. Bei der Z-Kurve ist die Rechnung geringfügig einfacher, aber die Nachbarschaftserhaltung deutlich schlechter.
Die Zuordnung {\displaystyle h_{n}} der Hilbert-Kurve einer (endlichen) {\displaystyle n}-ten Iteration ist umkehrbar und kann zu beliebiger Feinheit gesteigert werden. Dieses und die gute Nachbarschaftserhaltung hat eine Vielfalt von Anwendungen der Hilbert-Kurve in der Informatik eröffnet, so in der Bildverarbeitung, Datendarstellung, im Hochleistungsrechnen und in anderen Gebieten.

## Konstruktion

Abb. 3a: 1. Iteration {\displaystyle H_{1}} der Hilbert-Kurve
Abb. 3b: Hilbert-Kurve {\displaystyle H_{2}} der 2. Iteration
Abb. 3c: Hilbert-Kurve {\displaystyle H_{3}} der 3. Iteration
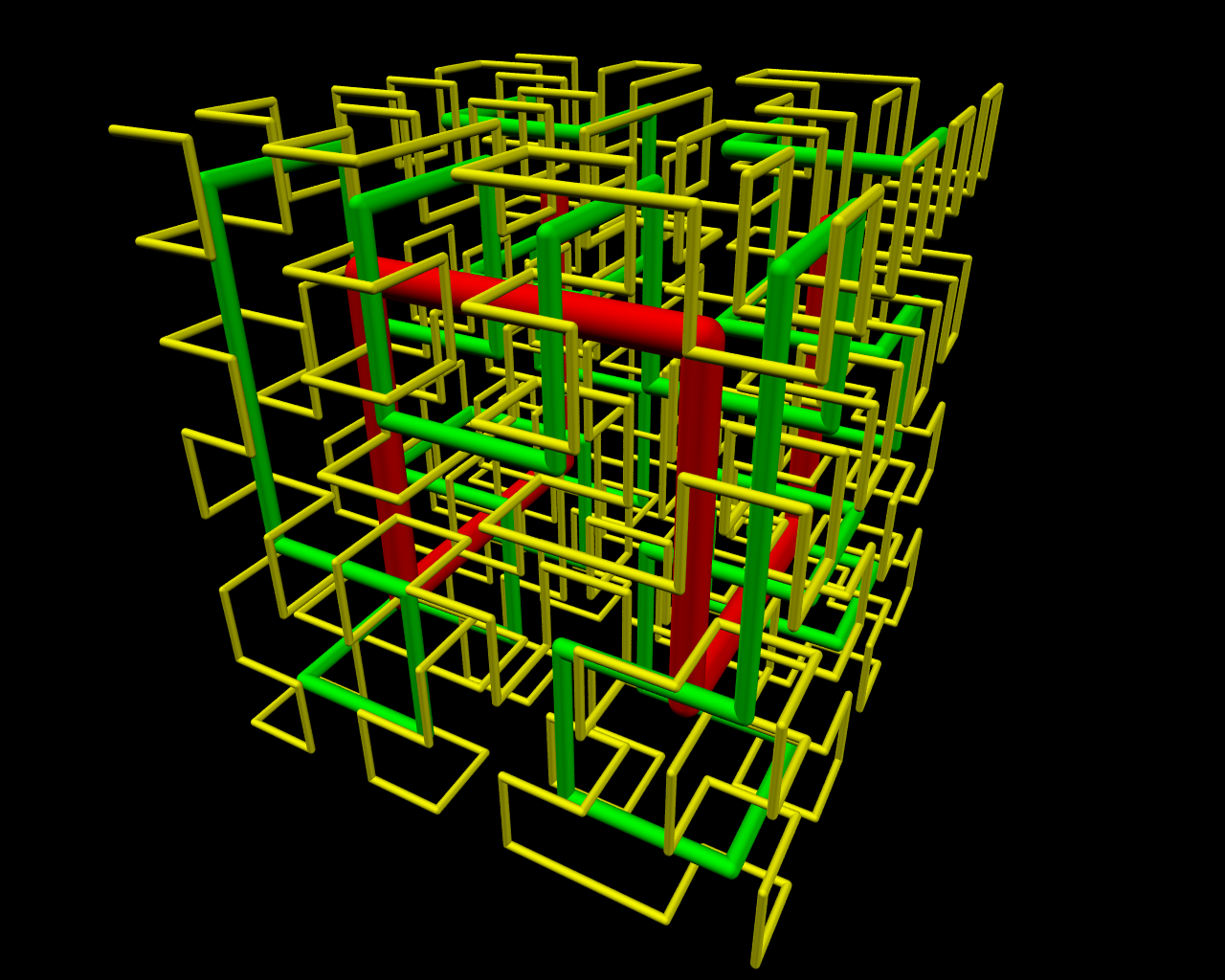
Abb. 3d: 3D-Hilbert-Kurven, 1. bis 3. Iteration

Die Abb. 3a bis 3c aus dem definierenden Artikel zeigen die drei ersten Iterationen der Hilbert-Kurve. Bei der {\displaystyle n}-ten Iteration bringen {\displaystyle 4^{n}} Nummern die {\displaystyle 4^{n}} Intervalle (Teilstrecken der Linie oben in den Grafiken) und die {\displaystyle 4^{n}} Quadrate mit gleichen Nummern zur Entsprechung. Die verstärkten polygonalen Linien {\displaystyle P_{n}} bringen genau diese Reihenfolge der Quadrate heraus.
Eine nachfolgende Iteration verfeinert – bei Intervallen wie bei Quadraten – die Schachtelung um den Faktor 4.

### Iterationsschritt
Die Konstruktion der Hilbert-Kurve als einer raumfüllenden Kurve
{\displaystyle {\begin{array}{llllll}h\;\colon &{\mathcal {I}}:=[0,1]:=\{t\mid 0\leq t\leq 1\}&\to &{\mathcal {I}}^{d}&=&\;\;[0,1]\times [0,1]\times \dotso \\&t&\mapsto &h(t)&=&(\;\;\;\underbrace {x\;\;\;\;,\;\;\;\;\,y\;\;\;\;,\;\dotso } _{d{\text{ Komponenten}}}\;\;\;)\\\end{array}}}
beruht auf einem rekursiven Verfahren:
1. Das Verfahren beginnt mit dem (mehrdimensionalen Einheits-Intervall) {\displaystyle [0,1]^{d}={\mathcal {I}}^{d}} als dem zu füllenden {\displaystyle d}-dimensionalen Gebiet.
2. Jedes Gebiet wird aufgeteilt in {\displaystyle 2^{d}} kongruente Teilgebiete ({\displaystyle d}-dimensionale Intervalle) der halben Seitenlänge und auf der Eingabeseite ein Intervall in {\displaystyle 2^{d}} gleich lange Teilintervalle. Das Verfahren überführt damit 1D-Schachtelungen von Intervallen in 2D-Schachtelungen von Quadraten (oder in 3D-Schachtelungen von Würfeln), ist also inklusionserhaltend.[8]
3. Für jedes Teilgebiet ist eine raumfüllende Kurve zu finden, die durch verkleinerte Verschiebung, Spiegelung und/oder Rotation der Vorgängerkurve gebildet wird.   (Prinzip der Selbstähnlichkeit)[Anmerkung 1]
4. Die Spiegelungs- und Rotationsoperationen lassen sich so wählen, dass sich die {\displaystyle 2^{d}} Teilkurven zu einer einzigen gerichteten Kurve zusammenfügen.

Eine Hilbert-Kurve wird wesentlich durch die Reihenfolge charakterisiert, in der die Teilgebiete hintereinander aufgesucht (traversiert) werden.
Mit wachsender Dimensionszahl {\displaystyle d} wächst die Anzahl der unterschiedlichen Hilbert-Kurven, die sich dann auch in ihrer Nachbarschaftserhaltung stark unterscheiden können.
Dieser Artikel beschränkt sich fast ausschließlich auf die Dimensionszahl {\displaystyle d=2}, also auf die Abbildung des Einheitsintervalls {\displaystyle {\mathcal {I}}} auf das Einheitsquadrat {\displaystyle {\mathcal {Q}}:={\mathcal {I}}^{2}}.
Bei dieser Dimensionszahl treten alle einschlägigen mathematischen Phänomene bereits in Erscheinung.
Während die Hilbert-Kurve (auf der Ausgabeseite) ein „Teilquadrat“ durchläuft (füllt), soll auch der Parameter {\displaystyle t} auf der Eingabeseite das ihm entsprechende Teilintervall durchlaufen. Dies entspricht der Vorgabe, dass die Hilbert-Kurve in allen Bereichen »gleich schnell« voranschreitet.
Um dies sicherzustellen, wird als Intervallschachtelung auf der Parameterseite die („4-adische“) Darstellung von {\displaystyle t=:0_{4}.\!\tau _{1}\tau _{2}\tau _{3}\dotso \in {\mathcal {I}}} im Quaternärsystem mit {\displaystyle \tau _{n}\in \{0,1,2,3\}} gewählt. Es sei {\displaystyle t_{n}:=0_{4}.\!\tau _{1}\tau _{2}\dotso \tau _{n}} gesetzt, so dass
{\displaystyle \{t\mid t_{n}\leq t<t_{n}+4^{-n}\}\;=\;[t_{n},\,t_{n}+4^{-n}[\;\;=\;[\,0_{4}.\!\tau _{1}\tau _{2}\dotso \tau _{n},\;0_{4}.\!\tau _{1}\tau _{2}\dotso \tau _{n}{\overline {3}}\,[}     
ein Intervall in der {\displaystyle n}-ten Schachtelung des Parameters {\displaystyle t} ist.
Auf der Seite des Quadrats (Ausgabeseite) werden die Koordinaten {\displaystyle x=:0_{2}.\!\xi _{1}\xi _{2}\xi _{3}\dotso \in {\mathcal {I}}} und {\displaystyle y=:0_{2}.\!\eta _{1}\eta _{2}\eta _{3}\dotso \in {\mathcal {I}}} im Binärsystem („2-adisch“) dargestellt mit {\displaystyle \xi _{n},\eta _{n}\in \{0,1\}}. Die (abbrechenden) Koordinaten {\displaystyle (x_{n},y_{n})\in {\mathcal {I}}^{2}={\mathcal {Q}}} mit {\displaystyle x_{n}:=0_{2}.\!\xi _{1}\xi _{2}\dotso \xi _{n}} und {\displaystyle y_{n}:=0_{2}.\!\eta _{1}\eta _{2}\dotso \eta _{n}} stehen dabei für das Teilquadrat, das diese Koordinaten zur linken unteren Ecke hat. Und die Folge der durch {\displaystyle {\bigl (}(x_{n},y_{n}){\bigr )}_{n\in \mathbb {N} }} spezifizierten Quadrate, die die Seitenlänge {\displaystyle 2^{-n}} und die Fläche {\displaystyle 4^{-n}} haben, macht eine 2D-Intervallschachtelung in der Ebene aus. Diese {\displaystyle d}D-Schachtelungen seien als die „Rasterschachtelung“ {\displaystyle R:={\bigl (}R_{n}{\bigr )}_{n\in \mathbb {N} }} (der Hilbert-Kurve) bezeichnet.
Die {\displaystyle n}-te Iteration {\displaystyle H_{n}} der „Hilbert-Kurve“ ist eine geordnete Folge von {\displaystyle 4^{n}} an genau einer Quadratseite mit dem Folgequadrat zusammenstoßenden Quadraten (oder deren linken unteren Eckpunkten resp. deren Mittelpunkten). Diese Folge wird am besten durch einen gerichteten Polygonzug von Quadratmittelpunkt
{\displaystyle {\bigl (}{\dot {x}}_{n}(t),{\dot {y}}_{n}(t){\bigr )}:={\bigl (}x_{n}(t)+2^{-n-1},y_{n}(t)+2^{-n-1}{\bigr )}}
zu Quadratmittelpunkt (Parameter {\displaystyle t^{\prime }:=t+4^{-n}}) verdeutlicht.
Dieser Polygonzug {\displaystyle P_{n}} enthält alles Wichtige und wird häufig als das Hilbert-Polygon (engl. auch approximating curve und Hilbert pseudo curve) der {\displaystyle n}-ten Iteration bezeichnet (Beispiele finden sich in den Hilbert-Kurven der 1. bis 3. Iteration der obigen Abbildungen).

### Polygonzug
Im Folgenden wird gezeigt, wie die {\displaystyle 4^{n}} Quadrate eines Rasters {\displaystyle R_{n}} sämtlich in eine Reihenfolge {\displaystyle 0,1,2,\dotso ,4^{n}-1} gebracht werden, derart, dass sie bei wachsendem {\displaystyle n} immer kleiner werden, einander näher rücken und im Limes eine Kurve bilden.
Im Sinn des obigen Programms sei rekursiv angenommen, dass in einem Teilquadrat {\displaystyle \in R_{n}} ein Kurvenpunkt der selbstähnlichen Hilbert-Kurve berechnet ist. Es geht nun darum, diesen Punkt (resp. dieses Teilquadrat) so zu den anderen drei Teilquadraten in das Quadrat {\displaystyle \in R_{n-1}} zu holen, dass alle solche Punkte zusammen genommen eine zusammenhängende Kurve (resp. eine zusammenhängende Folge von Teilquadraten des Rasters {\displaystyle R_{n}}) ergeben. Eine solche Transformation lässt sich zerlegen in:
| die Verkleinerung des Quadrats linear um den Faktor {\displaystyle {\tfrac {1}{2}}}, | (Skal) |
| eine (die Hilbert-Kurve charakterisierende) Parallelverschiebung und                 | (Parv) |
| eine Isometrie (= orthogonale Abbildung = Drehung und/oder Spiegelung).              | (Ausr) |
Für die Wahl der passenden Drehungen und/oder Spiegelungen ist die Festlegung hilfreich, wo ein Quadrat einer Rasterschachtelung {\displaystyle R_{n}} von der Kurve betreten und wo es verlassen wird. Bei der Hilbert-Kurve sind dies die Ecken genau einer Quadratseite. Da es auch auf die Richtung und Orientierung ankommt, werde dieses Charakteristikum eines Quadrats im Raster mit dem Begriff „Ausrichtung“ (engl. orientation, state) versehen und die Ausrichtung „hoch—rechts—runter“ (in Koordinaten {\displaystyle \scriptstyle {\underset {y}{\uparrow }}{\underset {x}{\rightarrow }}{\underset {y}{\downarrow }}} resp. die Strecke {\displaystyle {(0,0){\underline {\color {Mulberry}\bullet \!\!\!\color {Green}\to }}(1,0)}} für „Eintritt links unten—Austritt rechts unten“) mit dem Buchstaben {\displaystyle \mathbf {A} } gekennzeichnet.
Aber auch die bloße Platzierung des Teilquadrats hängt von der Ausrichtung ab. Ist das große Quadrat {\displaystyle \in R_{n-1}} (links in der Abbildung 4) gemäß {\displaystyle \mathbf {A} } ausgerichtet, dann wird bei der Hilbert-Kurve das Quadrat {\displaystyle \in R_{n}} abhängig von der Quaternärziffer {\displaystyle \tau =\tau _{n}} in eines der vier Teilquadrate platziert, und zwar platziert die Quaternärstelle {\displaystyle \tau =0} nach links unten, {\displaystyle \tau =1} nach links oben, {\displaystyle \tau =2} nach rechts oben und {\displaystyle \tau =3} nach rechts unten, also nach dem „Grundmuster“ (engl. base pattern oder basic pattern) . Ein Grundmuster für die 3-dimensionale Hilbert-Kurve ist  (s. a. den Abschnitt Ausblick auf 3 Dimensionen).
Andere Ausrichtungen (als {\displaystyle \mathbf {A} }, und auch Platzierungsmuster) lassen sich durch eine vorgeschaltete Isometrie aus der Diëdergruppe {\displaystyle D_{4}} des Quadrats darstellen.
Die zur Herstellung des einfachen Zusammenhangs (und damit der Stetigkeit im Limes) erforderlichen Drehungen und/oder Spiegelungen sind ebenfalls Isometrien aus {\displaystyle D_{4}} und zusammen mit der Platzierung auszuführen. Diese Kombination wird im folgenden Abschnitt unter dem Begriff „Transformation“ beschrieben.

### Transformation der rekursiven Teilquadrate auf das Einheitsquadrat

Abb. 4: Die Einbettung des Teilquadrats der -ten Iteration rechts resp. eines seiner Punkte in das 4 mal so große Quadrat links – in welches Teilquadrat und wie, wird von der Quaternärziffer abhängig gemacht.

Um den Wechsel der Ausrichtung von einer Iteration zur nächsten präzise zu erfassen, sei angenommen, dass beide Quadrate, das große (links in der Abbildung 4) wie das Teilquadrat (rechts) gleich, bspw. gemäß {\displaystyle \mathbf {A} }, ausgerichtet sind.
Die benötigten vier Transformationen hängen von der Quaternärziffer {\displaystyle \tau \in \{0,1,2,3\}} ab und seien mit {\displaystyle T_{0},T_{1},T_{2}} und {\displaystyle T_{3}} bezeichnet:
| {\displaystyle T_{1}\ :=\ (x,y)\mapsto {\bigl (}{\tfrac {x}{2}},{\tfrac {y+1}{2}}{\bigr )}} | {\displaystyle T_{2}\ :=\ (x,y)\mapsto {\bigl (}{\tfrac {x+1}{2}},{\tfrac {y+1}{2}}{\bigr )}} |
| {\displaystyle T_{0}\ :=\ (x,y)\mapsto {\bigl (}{\tfrac {y}{2}},{\tfrac {x}{2}}{\bigr )}}   | {\displaystyle T_{3}\ :=\ (x,y)\mapsto {\bigl (}{\tfrac {2-y}{2}},{\tfrac {1-x}{2}}{\bigr )}} |
Alle Transformationen skalieren zunächst die übergebenen Koordinaten {\displaystyle (x,y)} des Punktes mit dem Faktor {\displaystyle {\tfrac {1}{2}}}, da die Teilquadrate die halbe Seitenlänge haben, und enthalten eine Verschiebung in das durch {\displaystyle \tau } (s. o.) bestimmte Teilquadrat. Zudem ist von einer Transformation je nach Lage ggf. eine (von {\displaystyle \tau } abhängige) Viertelrotation, Spiegelung, d. h. eine Kongruenzabbildung {\displaystyle \in D_{4}} durchzuführen:
- Bei {\displaystyle \tau \!=\!0} kommt die Transformation {\displaystyle T_{0}} zum Zuge. Sie spiegelt ihr Argument an der »Hauptdiagonalen« (strichpunktiert in Abbildung 4), wodurch sich der Drehsinn des Quadrats ändert. Die Eintrittsecke ins Teilquadrat (links unten) bleibt erhalten.
(Alle Übertritte von einem Quadrat zum nächsten sind in der Abbildung 7 als kurze blaugrüne Pfeile vom Grundmuster des einen Quadrats diagonal zur Austrittsecke und von der Eintrittsecke des anderen Quadrats diagonal zu dessen Grundmuster dargestellt.)
Die Austrittsecke dieses Teilquadrats ist nachher links oben und führt zum nächsten Teilquadrat mit {\displaystyle \tau \!=\!1}.
- Die Zielquadrate bei den Transformationen {\displaystyle T_{1}} und {\displaystyle T_{2}} haben dieselbe Ausrichtung {\displaystyle \mathbf {A} } mit Eintrittsecke links unten und Austrittsecke rechts unten, daher ist keine Spiegelung (und keine Drehung) erforderlich. Jedoch wird die Kurve skaliert in je eines der oberen Teilquadrate verschoben.
{\displaystyle T_{1}} verschiebt bei {\displaystyle \tau \!=\!1} die Kurve um {\displaystyle {\tfrac {1}{2}}} in {\displaystyle y}-Richtung, also ins linke obere Teilquadrat. {\displaystyle T_{2}} verschiebt für {\displaystyle \tau \!=\!2} die Kurve diagonal ins rechte obere Teilquadrat.
Die Eintrittsecke des Teilquadrats mit {\displaystyle \tau \!=\!1} fällt mit der Austrittsecke von {\displaystyle \tau \!=\!0} und die Austrittsecke von {\displaystyle \tau \!=\!1} mit der Eintrittsecke von {\displaystyle \tau \!=\!2} zusammen.
- Die Transformation {\displaystyle T_{3}} spiegelt für {\displaystyle \tau \!=\!3} ihr Argument an der »Nebendiagonalen« (strichpunktiert in Abbildung 4), wodurch sich der Drehsinn des Quadrats ändert. Danach wird das gespiegelte Ergebnis um {\displaystyle {\tfrac {1}{2}}} in {\displaystyle x}-Richtung, also ins rechte untere Teilquadrat verschoben, so dass die Eintrittsecke rechts oben liegt – an der Stelle der Austrittsecke des vorangehenden Teilquadrats mit {\displaystyle \tau \!=\!2} – und die Austrittsecke mit der Austrittsecke des Ausgangsquadrates übereinstimmt (rechts unten).

Ersichtlich sind die Punkte {\displaystyle (x,y)} über die sie enthaltenden Quadrate in eine Reihenfolge gebracht, die der Reihenfolge der Intervalle des Parameters {\displaystyle t} entspricht – sowohl bezüglich der 4 Teilquadrate {\displaystyle \in R_{n}} als auch bei den Anschlüssen zwischen zwei Quadraten {\displaystyle \in R_{n-1}}.
Dabei findet der Übertritt von einem Quadrat zum nachfolgenden Nachbarquadrat immer nur über eine gemeinsame Quadratseite statt (s. kurze blaugrüne Pfeile in der Abbildung 7), sodass sich beim Polygonzug {\displaystyle P_{n}} von Quadratmittelpunkt zu Quadratmittelpunkt ausschließlich Teilstrecken gleicher Länge, der Seitenlänge, ergeben, die alle zu den Koordinatenachsen parallel und miteinander in einer linearen Kette verbunden sind – mit der offensichtlichen Konsequenz, dass die Hilbert-Kurve im Limes stetig ist.
Die Teilstrecken des Polygons erfahren dabei nur Richtungswechsel {\displaystyle \in \{-90^{\circ },0^{\circ },90^{\circ }\}}.
Die Abbildung 4 zeigt darüber hinaus, dass ausgehend von der Ausrichtung {\displaystyle \mathbf {A} } zwei neue (absolute) Ausrichtungen {\displaystyle \mathbf {D} } (:= „rechts—hoch—links“) und {\displaystyle \mathbf {B} } (:= „links—runter—rechts“) hinzukommen, und die Abbildungen 7 und 5, dass nur noch eine weitere Ausrichtung (:= „runter—links—hoch“), genannt {\displaystyle \mathbf {C} }, fehlt, so dass es bei insgesamt vier Ausrichtungen bleibt. Sie seien im Folgenden in der Menge {\displaystyle \mathbf {V} :=\{\mathbf {A} ,\mathbf {B} ,\mathbf {C} ,\mathbf {D} \}} zusammengefasst. Die zugehörige Gruppe {\displaystyle V} der benötigten Isometrien ist eine Untergruppe der Diedergruppe {\displaystyle D_{4}} des Quadrats, wird erzeugt von der Drehung um 180° (Spiegelung am Quadratmittelpunkt) und einer Spiegelung an einer Diagonalen, hat also die Gruppenordnung vier, den Exponenten zwei und ist isomorph zur Kleinschen Vierergruppe.

Abb. 5: Hilbert-Polygone der ersten bis dritten Iteration.
Die Quadratmittelpunkte sind in der Reihenfolge des Hilbert-Index (Schrift gedreht) miteinander verbunden.
Der Hilbert-Index eines Teilquadrates mit Mittelpunkt findet sich am Schnittpunkt von -Spalte mit -Zeile.
(Alle Angaben im Binärsystem)
Blass in den Quadratmitten die „absolute Ausrichtung“.
Bei 8 Punkten der finalen Hilbert-Kurve sind zugehörige Werte des Parameters angegeben (grün).
Der Mittelpunkt des großen (und jedes) Quadrats ist ein Tripelpunkt. Er hat.

In der Abbildung 5 ist das große Quadrat, das Quadrat der {\displaystyle 0}-ten Iteration (= Quadrat des Rasters {\displaystyle R_{0}}), gemäß {\displaystyle \mathbf {A} } ausgerichtet – und dementsprechend in seiner Mitte gekennzeichnet.
Die relativen Ausrichtungen der Quadrate höherer Iterationen sind rekursiv von Iteration zu Iteration den Regeln dieses Abschnitts entsprechend entwickelt und die Ergebnisse als absolute Ausrichtungen im Zentrum der Quadrate eingetragen.
Als solche sind sie auf die initiale (absolute) Ausrichtung, hier {\displaystyle \mathbf {A} }, des Ausgangsquadrates bezogen.
Die absolute Ausrichtung eines Quadrats ist also die Akkumulation (Komposition, Verkettung) der relativen Ausrichtungen aller seiner rekursiven Vorgänger mit der initialen Ausrichtung am Rekursionsanfang.

Bemerkung 1
Weil im vorstehenden Abschnitt das Quadrat der Iteration {\displaystyle \in R_{n}} »zeitlich« vor dem großen Quadrat {\displaystyle \in R_{n-1}} als »vorhanden« angesehen wird, könnte man anzunehmen versucht sein, dass die (Ausrichtungen der) großen Quadrate (links) der höherwertigen Ziffern durch diejenigen späterer Iterationen (rechts) beeinflusst würden. Das Gegenteil ist jedoch der Fall:
- Die absolute Ausrichtung des großen Quadrats beeinflusst (zusammen mit der Quaternärziffer {\displaystyle \tau _{n}}) direkt die absolute Ausrichtung des Teilquadrats.

Das kann man übrigens schon beim Zeichnen von Hilbert-Polygonen zweier aufeinander folgender Iterationen feststellen, spielt für die Umkehrbarkeit der {\displaystyle h_{n}} (s. Abschnitt #Hilbert-Polygon) eine große Rolle und wirkt sich auf die (Art der) Stetigkeit von {\displaystyle h} (s. Abschnitt #Hilbert-Kurve) aus.
Diese Abhängigkeit ist in der tabellarischen Abbildung 7 und im gleichwertigen Übergangsdiagramm der Abbildung 8 für alle vier vorkommenden Varianten (= Ausrichtungen) herausgearbeitet. Eine darauf basierende explizite Rekursionsformel für {\displaystyle h} wird im entsprechenden Abschnitt vorgestellt.

## Diskrete Mathematik
In diesem Kapitel wird mit {\displaystyle n\in \mathbb {N} _{0}} die endliche Iterationsstufe bezeichnet, die Einheitsintervalle {\displaystyle {\check {\mathcal {I}}}:={\mathcal {I}}\!\setminus \!\{1\}=[0,1[} und {\displaystyle {\check {\mathcal {Q}}}} sind oben halboffen, und für {\displaystyle m\in \mathbb {N} }, bspw. {\displaystyle m=2^{n}} oder {\displaystyle m=4^{n}}, ist
{\displaystyle {\mathcal {I}}_{m}:=\{0,{\tfrac {1}{m}},{\tfrac {2}{m}},\dotso ,1-{\tfrac {1}{m}}\}=\{0,1,2,\dotso ,m\!-\!1\}\cdot {\tfrac {1}{m}}\;\;\subset {\check {\mathcal {I}}}}
eine diskrete Menge von {\displaystyle m} Elementen.

### Hilbert-Polygon
Die Zuordnung der Hilbert-Kurve {\displaystyle H_{n}} der {\displaystyle n}-ten Iteration ist
{\displaystyle {\begin{array}{lrlllll}h_{n}\;\colon &{\check {\mathcal {I}}}&\to &{\check {\mathcal {Q}}}&:=&\;\;{\check {\mathcal {I}}}&\times &{\check {\mathcal {I}}}\\&t&\mapsto &\displaystyle h_{n}(t)=h_{n}(t_{n})&=&{\bigl (}x_{n}(t)=x_{n}(t_{n})&,&y_{n}(t)=y_{n}(t_{n}){\bigr )}\,.\\\end{array}}}
Das Bild {\displaystyle h_{n}({\check {\mathcal {I}}})} ist eine diskrete Menge, und zwar ist
{\displaystyle h_{n}({\check {\mathcal {I}}})={\mathcal {I}}_{2^{n}}\times {\mathcal {I}}_{2^{n}}={{\mathcal {I}}_{2^{n}}}^{2}}.
Die Koordinaten {\displaystyle {\bigl (}x_{n}(t),y_{n}(t){\bigr )}} stehen dabei für linke untere Ecken von Quadraten des Rasters {\displaystyle R_{n}}.
In graphischen Darstellungen wird die Reihenfolge der Quadrate, deretwegen ja der ganze Aufwand getrieben wird, am einfachsten durch Verbindungsstrecken zwischen den Quadraten sichtbar gemacht.
Am deutlichsten wird diese Reihenfolge, wenn man statt der {\displaystyle 4^{n}} Ecken die {\displaystyle 4^{n}} Quadratmittelpunkte
{\displaystyle {\bigl (}{\dot {x}}_{n}(t),\,{\dot {y}}_{n}(t){\bigr )}:={\bigl (}x_{n}(t)+2^{-n-1},\;y_{n}(t)+2^{-n-1}{\bigr )}\qquad \qquad (t\in {\mathcal {I}}_{4^{n}})}
nimmt, weil die Verbindungsstrecken verschiedener Iterationsstufen dann getrennt bleiben und Symmetrien klarer herauskommen. Dieser Polygonzug in der Ebene von Quadratmittelpunkt zu Quadratmittelpunkt wird häufig als das Hilbert-Polygon {\displaystyle P_{n}} der {\displaystyle n}-ten Iteration bezeichnet.
Die diskrete Funktion {\displaystyle {\hat {h}}_{n}:=h_{n}\!\mid _{{\mathcal {I}}_{4^{n}}}}, d. i. die Einschränkung von {\displaystyle h_{n}} auf die diskrete Menge {\displaystyle {\mathcal {I}}_{4^{n}}}, ist umkehrbar und hat die Umkehrfunktion {\displaystyle {\hat {k}}_{n}}, die im Abschnitt Hilbert-Index behandelt wird. Nach Konstruktion ist ferner
{\displaystyle {\hat {h}}_{n}(t\pm 4^{-n})\;\;\,=\;\;\,{\begin{cases}{\hat {h}}_{n}(t)\pm (2^{-n}\!\!\!\!\!\!&,\!\!\!\!\!\!&0&)\\{\hat {h}}_{n}(t)\pm (0&,&2^{-n}\!\!\!\!\!\!&)\,,\end{cases}}}
woraus die Implikation
{\displaystyle |t-t^{\prime }|\leq 4^{-n}\Longrightarrow {\bigl |}{\hat {h}}_{n}(t)-{\hat {h}}_{n}(t^{\prime }){\bigr |}\leq 2^{-n}}
(und im Limes die gleichmäßige Stetigkeit) folgt.
Das Hilbert-Polygon {\displaystyle P_{n}} ist eine einfache Kurve mit Anfang, Ende und ohne Berührungen oder Überschneidungen. Wie in der Einleitung erwähnt, hat es die euklidische Länge {\displaystyle (4^{n}-1)\,2^{-n}=2^{n}-2^{-n}}, die also mit {\displaystyle n} über alle Grenzen wächst. Alle Hilbert-Polygone derselben Iteration {\displaystyle n} sind einander ähnlich.
Die Animation der nebenstehenden Abb. 6 gibt einen Eindruck, wie lang die Wege in höheren Iterationen werden.
Sie deutet auch an, wie das Hilbert-Polygon nach und nach den ganzen Ersten Quadranten der {\displaystyle (x,y)}-Ebene ausfüllen könnte: Wenn ein Quadrat fertig ist, dann ist der Polygonzug in der Richtung weg vom Ursprung fortzusetzen.
Die Bild- und die Definitionsmenge von {\displaystyle {\hat {h}}_{n}} lassen sich aufgrund ihrer Diskretheit in einfacher Weise so skalieren, dass sie ganzzahlig werden.
Bei den beiden folgenden Algorithmen t2xyR und t2xyI und beim Algorithmus xy2tR erfolgt die Auswertung (Hintereinanderausführung) der verketteten Transformationen wie bei Operatoren üblich rechts-assoziativ, also von rechts nach links. Innerhalb des Programms findet die Auswertung im rekursiven Aufstieg – also »auf dem Rückweg« (im hinteren Abschnitt) – statt, weshalb die Auswertungsrichtung als »fein zu grob« zu charakterisieren ist. Damit sich bei dieser Auswertungsrichtung überhaupt etwas ergibt, muss der »Hinweg« abgebrochen werden. Beim wie immer gearteten Abbruchkriterium (im Pseudocode t2xyR formuliert mit der Genauigkeitsvariablen eps) wird der Punkt {\displaystyle (x,y)}, wie in der Abb. 4 dargestellt, in dasjenige Rasterquadrat gebracht, das dem eingegebenen Teilintervall von {\displaystyle t} entspricht, und dieses Vorgehen wird wiederholt bei jedem iterativen Schritt zurück.
Bemerkung 2
Wie weiter oben schon bemerkt, suggeriert die Abb. 4 eine solche Auswertungsrichtung. Gleichwohl existiert eine Abhängigkeit des {\displaystyle n}-ten Quadrats von Teilen der {\displaystyle (n+1)}-sten oder höherer Iterationsstufe überhaupt nicht, weder hinsichtlich der Ziffern {\displaystyle \tau _{\nu }} (mit {\displaystyle \nu >n}) des Parameters {\displaystyle t} noch hinsichtlich der Ziffern {\displaystyle (\xi _{\nu },\eta _{\nu })} der Koordinaten {\displaystyle (x,y)} noch hinsichtlich der Ausrichtung der Quadrate. Wenn es eine Rekursion gibt, dann kann sie in der Richtung von »grob zu fein« aufgesetzt werden, bei der die Auswertung im rekursiven Abstieg erfolgt. Die hieraus hervorgehende Rekursionsformel hat den Vorteil, dass ein »Abbruchkriterium« nicht gebraucht wird. (Ein Ergebnis liegt bei einem Abbruch unmittelbar vor – einschließlich einer Angabe über die möglicherweise eingegangene Ungenauigkeit.) Sie zählt damit zu den potentiell unendlichen Verfahren und wird im Abschnitt #Explizite Rekursionsformel beispielhaft vorgestellt. Der einzige erkennbare Nachteil ist, dass die Eigenschaft der Ausrichtung eines Quadrats explizit gemacht werden muss und nicht in den Formeln für die Transformationen versteckt werden kann.

#### Rekursiver Algorithmus
Der nachfolgende Pseudocode t2xyR implementiert rekursiv die Abb. 4 mit {\displaystyle \mathbf {A} } als Ausrichtung für Zwischen- wie Endergebnis. Er nimmt als Argument einen Parameter {\displaystyle t\in {\check {\mathcal {I}}}} und eine Begrenzung eps{\displaystyle :=2^{-n}} der Iterationstiefe. Zurückgegeben werden die Koordinaten der linken unteren Ecke eines Quadrates der {\displaystyle n}-ten Iteration.

Abb. 7: Die 4 Übersetzungs-
tabellen vom 4-adischen Parameter zu den zwei 2-adischen Koordinaten
– und zurück.
Pro „Ausrichtung“ eine Tabelle.

| Eingabe:             | Parameter {\displaystyle t\in {\check {\mathcal {I}}}}     |
| Ausgabe:             | Koordinaten {\displaystyle x,y\in {\check {\mathcal {I}}}} |
| Auswertungsrichtung: | fein zu grob                                               |

```
 
function
 
t2xyR
(
t
,
 
eps
)
 
begin

   
if
 
eps
 
>
 
1
 
then

     
return
 
(
0
,
 
0
);
 
// im Ergebnisquadrat die linke untere Ecke

   
else

     
q
 
=
 
floor
(
4
*
t
);

     
// Die Quaternärstelle q ∈ {0, 1, 2, 3} bestimmt,

     
//   in welches Teilquadrat der Punkt gehört

     
//   und wie er zu transformieren ist.

     
r
 
=
 
4
*
t
 
−
 
q
;

     
(
x
,
y
)
 
=
 
t2xyR
(
r
,
 
eps
*
2
);
 
// r ∈ I ↦ (x,y) ∈ Q

     
switch
 
q
 
do

       
case
 
0
:
 
return
 
(
y
/
2
,
         
x
/
2
);

       
case
 
1
:
 
return
 
(
x
/
2
,
         
y
/
2
 
+
 
1
/
2
);

       
case
 
2
:
 
return
 
(
x
/
2
 
+
 
1
/
2
,
   
y
/
2
 
+
 
1
/
2
);

       
case
 
3
:
 
return
 
(
1
−
eps
 
−
 
y
/
2
,
 
1
/
2
−
eps
 
−
 
x
/
2
);

     
end
 
switch

   
end
 
if

 
end
 
function

```

#### Iterativer Algorithmus mit ganzzahligen Ein-/Ausgabewerten

Abb. 8: Die Ausrichtung bestimmt den großen Kasten. In jedem 4 kleine Kästen, wo sich Quaternärziffer des Parameters und Binärziffern der 2 Koordinaten gegenüberstehen; eines ist Schlüssel, das andere Wert. Der Schlüssel bestimmt den kleinen Kasten und damit den Wert und die nächste Ausrichtung.
Die runden Pfeile verweisen auf den großen Kasten mit dieser Ausrichtung.

Bei der folgenden iterativen Lösung ist {\displaystyle n} die Nummer der Iteration und {\displaystyle p:=2^{n}} die Anzahl der 1D-Teilintervalle. Zurückgegeben wird die linke untere Ecke eines Quadrats.
Der folgende Pseudocode t2xyI hat ganzzahlige Ein-/Ausgabe (d. h. es wird nicht auf Einheitsintervall oder -quadrat skaliert).
| Eingabe:             | Parameter {\displaystyle t\in \{0,1,\dotso ,p^{2}-1\}} |
| Ausgabe:             | Koordinaten {\displaystyle x,y\in \{0,1,\dotso ,p-1\}} |
| Auswertungsrichtung: | fein zu grob                                           |

```
 
function
 
t2xyI
(
t
,
 
p
)
 
begin

   
(
x
,
 
y
)
 
=
 
(
0
,
 
0
);
 
// im Ergebnisquadrat die linke untere Ecke

   
for
 
(
m
 
=
 
1
;
 
m
 
<
 
p
;
 
m
 
*=
 
2
)
 
do
 
// m wächst exponentiell

     
rx
 
=
 
1
 
&
 
t
/
2
;
      
// Binärziffer[1]: 0=links/1=rechts

     
ry
 
=
 
1
 
&
 
(
t
 
^
 
rx
);
 
// Binärziffer[0]

     
(
x
,
 
y
)
 
=
 
rot
(
x
,
 
y
,
 
rx
,
 
ry
,
 
m
);

     
x
 
+=
 
m
 
*
 
rx
;

     
y
 
+=
 
m
 
*
 
ry
;

     
t
 
/=
 
4
;
 
// zur nächsten Quaternärziffer

   
end
 
for

 
return
 
(
x
,
 
y
);

 
end
 
function

// Drehspiegelung eines Quadrates

 
function
 
rot
(
x
,
 
y
,
 
rx
,
 
ry
,
 
p
)
 
begin

   
if
 
(
ry
 
==
 
0
)
 
then

     
if
 
(
rx
 
==
 
1
)
 
then

       
x
 
=
 
p
−
1
 
−
 
x
;

       
y
 
=
 
p
−
1
 
−
 
y
;

     
end
 
if

     
// vertausche x und y

     
z
 
=
 
x
;

     
x
 
=
 
y
;

     
y
 
=
 
z
;

   
end
 
if

 
return
 
(
x
,
 
y
);

 
end
 
function

```

Hierbei kommen die C-Operatoren ^ für bitweises XOR, & für bitweises UND, += für Inkrementieren, *=2 für Verdoppeln und /=2 für Halbieren zum Einsatz.
In der Funktion t2xyI bedeutet die Variable rx das Übereinstimmen des vorletzten Bits bei x und t; analog für ry und y mit dem letzten Bit.
Die Funktion (und ihre Umkehrung s. u.) benutzen die Funktion rot, um die Koordinaten x und y in einem Teilquadrat so zu spiegeln und zu drehen, dass die Teilstücke konsekutiv (stetig) zusammengefügt werden.

#### Explizite Rekursionsformel
| Eingabe:             | Parameter {\displaystyle t\in {\check {\mathcal {I}}}}     |
| Ausgabe:             | Koordinaten {\displaystyle x,y\in {\check {\mathcal {I}}}} |
| Auswertungsrichtung: | grob zu fein                                               |

Ist {\displaystyle t=:0_{4}.\!\tau _{1}\tau _{2}\tau _{3}\dotso \in {\check {\mathcal {I}}}} eine 4-adische Darstellung des Parameters, dann lässt sich die (unendliche) Folge {\displaystyle {\bigl (}h_{n}(t){\bigr )}_{n\in \mathbb {N} }={\Bigl (}{\bigl (}x_{n}(t),y_{n}(t){\bigr )}{\Bigr )}_{n\in \mathbb {N} }} auch als Rekursion über die Quadratmittelpunkte
{\displaystyle {\bigl (}{\dot {x}}_{n}(t):=x_{n}(t)+2^{-n-1},\;\;{\dot {y}}_{n}(t):=y_{n}(t)+2^{-n-1}{\bigr )}}
und die „absolute“ Ausrichtung {\displaystyle a_{n}} mit dem Rekursionsanfang
| {\displaystyle {\dot {x}}_{0}(t)={\tfrac {1}{2}}} | und                                                                                  |
| {\displaystyle {\dot {y}}_{0}(t)={\tfrac {1}{2}}} | und                                                                                  |
| {\displaystyle a_{0}(t)=\mathbf {A} }             | Ausrichtung am Rekursionsanfang (= initiale Ausrichtung)[Anmerkung 10][Anmerkung 11] |
und dem Rekursionsschritt
| {\displaystyle {\dot {x}}_{n}(t)} | {\displaystyle ={\dot {x}}_{n-1}(t)+2^{-n-1}(2X_{a_{n-1}(t),\,\tau _{n}}-1)}   | (RFh_ξ),                  |
| {\displaystyle {\dot {y}}_{n}(t)} | {\displaystyle ={\dot {y}}_{n-1}(t)\ +2^{-n-1}(2Y_{a_{n-1}(t),\,\tau _{n}}-1)} | (RFh_η)[Anmerkung 12] und |
| {\displaystyle a_{n}(t)}          | {\displaystyle =A_{a_{n-1}(t),\,\tau _{n}}}                                    | (RFh_a)                   |
für {\displaystyle n\in \mathbb {N} } schreiben. Die drei (4×4)-Matrizen
{\displaystyle X:=\left[{\begin{smallmatrix}{\begin{array}{rrrr}0&0&1&1\\1&0&0&1\\1&1&0&0\\0&1&1&0\end{array}}\end{smallmatrix}}\right]\!,\,Y:=\left[{\begin{smallmatrix}{\begin{array}{rrrr}0&1&1&0\\1&1&0&0\\1&0&0&1\\0&0&1&1\end{array}}\end{smallmatrix}}\right]\!,\;A:=\left[{\begin{smallmatrix}{\begin{array}{rrrr}\mathbf {D} &\mathbf {A} &\mathbf {A} &\mathbf {B} \\\mathbf {C} &\mathbf {B} &\mathbf {B} &\mathbf {A} \\\mathbf {B} &\mathbf {C} &\mathbf {C} &\mathbf {D} \\\mathbf {A} &\mathbf {D} &\mathbf {D} &\mathbf {C} \end{array}}\end{smallmatrix}}\right]\;\;{\begin{smallmatrix}{\begin{array}{ll}\leftarrow &\mathbf {A} \\\leftarrow &\mathbf {B} \\\leftarrow &\mathbf {C} \\\leftarrow &\mathbf {D} \end{array}}\end{smallmatrix}}\!\!\!\left.{\begin{array}{c}\,\\[13pt]\,\end{array}}\right\rbrace \scriptstyle \;=\;a}
sind äquivalent zu den vier Übersetzungstabellen der Abbildung 7. Sie werden an ihrem ersten Index, dem Zeilenindex, durch die absolute Ausrichtung {\displaystyle a_{n-1}(t)\in \mathbf {V} :=\{\mathbf {A} ,\mathbf {B} ,\mathbf {C} ,\mathbf {D} \}} indiziert. Das Ergebnis ist bei {\displaystyle X}, {\displaystyle Y} und {\displaystyle A} jeweils eine vierstellige Zeile, die zusammen genommen eine der Übersetzungstabellen darstellen.
Jede Stelle (Spalte) einer solchen Zeile wird durch die Quaternärziffer {\displaystyle \tau _{n}\in \{0,1,2,3\}} indiziert.
Daraus resultiert (Gl.n RFh_ξ und RFh_η) das neue Ziffernpaar {\displaystyle (\xi _{n},\eta _{n})} für den Punkt {\displaystyle (x,y)} und (Gl. RFh_a) die neue absolute Ausrichtung.
Die Folge {\displaystyle {\bigl (}({\dot {x}}_{n},{\dot {y}}_{n}){\bigr )}_{n\in \mathbb {N} }} der Quadratmittelpunkte mit {\displaystyle {\dot {x}}_{n}:=0_{2}.\!\xi _{1}\xi _{2}\dotso \xi _{n}+2^{-n-1}} und {\displaystyle {\dot {y}}_{n}:=0_{2}.\!\eta _{1}\eta _{2}\dotso \eta _{n}+2^{-n-1}}, steht für die 2D-Intervallschachtelung
{\displaystyle {\begin{array}{lllll}&{\bigl (}[{\dot {x}}_{n}-2^{-n-1},&{\dot {x}}_{n}+2^{-n-1}]&\times \;[{\dot {y}}_{n}-2^{-n-1},&{\dot {y}}_{n}+2^{-n-1}]{\bigr )}_{n\in \mathbb {N} }\\=&{\bigl (}[x_{n},&x_{n}+2^{-n}]&\times \;[y_{n},&y_{n}+2^{-n}]{\bigr )}_{n\in \mathbb {N} },\\\end{array}}}
die {\displaystyle h(t)} zum Limes hat.
| Beweis der Rekursionsformel |
| Die Gleichung RFh_a akkumuliert – wie in der Erläuterung zur Abb. 7 ausgeführt – die relativen Ausrichtungen (Teil Ausr) zwischen Viertelquadrat und großem Quadrat und implementiert damit (zusammen mit der 2D-Intervallschachtelung (Teil Skal) der Gl.n RFh_ξ und RFh_η) die Transformationen {\displaystyle T_{0},T_{1},T_{2}} und {\displaystyle T_{3}} (Teil Parv) des Abschnitts #Transformation der rekursiven Teilquadrate auf das Einheitsquadrat. |

| {\displaystyle X=\left\lbrack {\begin{matrix}\\\\\\\\\\\end{matrix}}\right.} | 00                           | 01                           | 01                           | 00                           | 00                           | 00                           | 01                           | 01                           | 10                           | 10                           | 11                           | 11                           | 11                           | 10                           | 10                           | 11                           | {\displaystyle \left.{\begin{matrix}\\\\\\\\\\\end{matrix}}\right\rbrack } |  | ← {\displaystyle \mathbf {A} } | {\displaystyle \left.{\begin{matrix}\\[35pt]\\\end{matrix}}\right\rbrace =a} |
| {\displaystyle X=\left\lbrack {\begin{matrix}\\\\\\\\\\\end{matrix}}\right.} | 11                           | 11                           | 10                           | 10                           | 01                           | 00                           | 00                           | 01                           | 01                           | 00                           | 00                           | 01                           | 10                           | 10                           | 11                           | 11                           | {\displaystyle \left.{\begin{matrix}\\\\\\\\\\\end{matrix}}\right\rbrack } |  | ← {\displaystyle \mathbf {B} } | {\displaystyle \left.{\begin{matrix}\\[35pt]\\\end{matrix}}\right\rbrace =a} |
| {\displaystyle X=\left\lbrack {\begin{matrix}\\\\\\\\\\\end{matrix}}\right.} | 11                           | 10                           | 10                           | 11                           | 11                           | 11                           | 10                           | 10                           | 01                           | 01                           | 00                           | 00                           | 00                           | 01                           | 01                           | 00                           | {\displaystyle \left.{\begin{matrix}\\\\\\\\\\\end{matrix}}\right\rbrack } |  | ← {\displaystyle \mathbf {C} } | {\displaystyle \left.{\begin{matrix}\\[35pt]\\\end{matrix}}\right\rbrace =a} |
| {\displaystyle X=\left\lbrack {\begin{matrix}\\\\\\\\\\\end{matrix}}\right.} | 00                           | 00                           | 01                           | 01                           | 10                           | 11                           | 11                           | 10                           | 10                           | 11                           | 11                           | 10                           | 01                           | 01                           | 00                           | 002                          | {\displaystyle \left.{\begin{matrix}\\\\\\\\\\\end{matrix}}\right\rbrack } |  | ← {\displaystyle \mathbf {D} } | {\displaystyle \left.{\begin{matrix}\\[35pt]\\\end{matrix}}\right\rbrace =a} |
|                                                                              |                              |                              |                              |                              |                              |                              |                              |                              |                              |                              |                              |                              |                              |                              |                              |                              |                                                                            |  |                                |                                                                              |
| {\displaystyle Y=\left\lbrack {\begin{matrix}\\\\\\\\\\\end{matrix}}\right.} | 00                           | 00                           | 01                           | 01                           | 10                           | 11                           | 11                           | 10                           | 10                           | 11                           | 11                           | 10                           | 01                           | 01                           | 00                           | 00                           | {\displaystyle \left.{\begin{matrix}\\\\\\\\\\\end{matrix}}\right\rbrack } |  | ← {\displaystyle \mathbf {A} } | {\displaystyle \left.{\begin{matrix}\\[35pt]\\\end{matrix}}\right\rbrace =a} |
| {\displaystyle Y=\left\lbrack {\begin{matrix}\\\\\\\\\\\end{matrix}}\right.} | 11                           | 10                           | 10                           | 11                           | 11                           | 11                           | 10                           | 10                           | 01                           | 01                           | 00                           | 00                           | 00                           | 01                           | 01                           | 00                           | {\displaystyle \left.{\begin{matrix}\\\\\\\\\\\end{matrix}}\right\rbrack } |  | ← {\displaystyle \mathbf {B} } | {\displaystyle \left.{\begin{matrix}\\[35pt]\\\end{matrix}}\right\rbrace =a} |
| {\displaystyle Y=\left\lbrack {\begin{matrix}\\\\\\\\\\\end{matrix}}\right.} | 11                           | 11                           | 10                           | 10                           | 01                           | 00                           | 00                           | 01                           | 01                           | 00                           | 00                           | 01                           | 10                           | 10                           | 11                           | 11                           | {\displaystyle \left.{\begin{matrix}\\\\\\\\\\\end{matrix}}\right\rbrack } |  | ← {\displaystyle \mathbf {C} } | {\displaystyle \left.{\begin{matrix}\\[35pt]\\\end{matrix}}\right\rbrace =a} |
| {\displaystyle Y=\left\lbrack {\begin{matrix}\\\\\\\\\\\end{matrix}}\right.} | 00                           | 01                           | 01                           | 00                           | 00                           | 00                           | 01                           | 01                           | 10                           | 10                           | 11                           | 11                           | 11                           | 10                           | 10                           | 112                          | {\displaystyle \left.{\begin{matrix}\\\\\\\\\\\end{matrix}}\right\rbrack } |  | ← {\displaystyle \mathbf {D} } | {\displaystyle \left.{\begin{matrix}\\[35pt]\\\end{matrix}}\right\rbrace =a} |
|                                                                              |                              |                              |                              |                              |                              |                              |                              |                              |                              |                              |                              |                              |                              |                              |                              |                              |                                                                            |  |                                |                                                                              |
| {\displaystyle A=\left\lbrack {\begin{matrix}\\\\\\\\\\\end{matrix}}\right.} | {\displaystyle \mathbf {A} } | {\displaystyle \mathbf {D} } | {\displaystyle \mathbf {D} } | {\displaystyle \mathbf {C} } | {\displaystyle \mathbf {D} } | {\displaystyle \mathbf {A} } | {\displaystyle \mathbf {A} } | {\displaystyle \mathbf {B} } | {\displaystyle \mathbf {D} } | {\displaystyle \mathbf {A} } | {\displaystyle \mathbf {A} } | {\displaystyle \mathbf {B} } | {\displaystyle \mathbf {C} } | {\displaystyle \mathbf {B} } | {\displaystyle \mathbf {B} } | {\displaystyle \mathbf {A} } | {\displaystyle \left.{\begin{matrix}\\\\\\\\\\\end{matrix}}\right\rbrack } |  | ← {\displaystyle \mathbf {A} } | {\displaystyle \left.{\begin{matrix}\\[35pt]\\\end{matrix}}\right\rbrace =a} |
| {\displaystyle A=\left\lbrack {\begin{matrix}\\\\\\\\\\\end{matrix}}\right.} | {\displaystyle \mathbf {B} } | {\displaystyle \mathbf {C} } | {\displaystyle \mathbf {C} } | {\displaystyle \mathbf {D} } | {\displaystyle \mathbf {C} } | {\displaystyle \mathbf {B} } | {\displaystyle \mathbf {B} } | {\displaystyle \mathbf {A} } | {\displaystyle \mathbf {C} } | {\displaystyle \mathbf {B} } | {\displaystyle \mathbf {B} } | {\displaystyle \mathbf {A} } | {\displaystyle \mathbf {D} } | {\displaystyle \mathbf {A} } | {\displaystyle \mathbf {A} } | {\displaystyle \mathbf {B} } | {\displaystyle \left.{\begin{matrix}\\\\\\\\\\\end{matrix}}\right\rbrack } |  | ← {\displaystyle \mathbf {B} } | {\displaystyle \left.{\begin{matrix}\\[35pt]\\\end{matrix}}\right\rbrace =a} |
| {\displaystyle A=\left\lbrack {\begin{matrix}\\\\\\\\\\\end{matrix}}\right.} | {\displaystyle \mathbf {C} } | {\displaystyle \mathbf {B} } | {\displaystyle \mathbf {B} } | {\displaystyle \mathbf {A} } | {\displaystyle \mathbf {B} } | {\displaystyle \mathbf {C} } | {\displaystyle \mathbf {C} } | {\displaystyle \mathbf {D} } | {\displaystyle \mathbf {B} } | {\displaystyle \mathbf {C} } | {\displaystyle \mathbf {C} } | {\displaystyle \mathbf {D} } | {\displaystyle \mathbf {A} } | {\displaystyle \mathbf {D} } | {\displaystyle \mathbf {D} } | {\displaystyle \mathbf {C} } | {\displaystyle \left.{\begin{matrix}\\\\\\\\\\\end{matrix}}\right\rbrack } |  | ← {\displaystyle \mathbf {C} } | {\displaystyle \left.{\begin{matrix}\\[35pt]\\\end{matrix}}\right\rbrace =a} |
| {\displaystyle A=\left\lbrack {\begin{matrix}\\\\\\\\\\\end{matrix}}\right.} | {\displaystyle \mathbf {D} } | {\displaystyle \mathbf {A} } | {\displaystyle \mathbf {A} } | {\displaystyle \mathbf {B} } | {\displaystyle \mathbf {A} } | {\displaystyle \mathbf {D} } | {\displaystyle \mathbf {D} } | {\displaystyle \mathbf {C} } | {\displaystyle \mathbf {A} } | {\displaystyle \mathbf {D} } | {\displaystyle \mathbf {D} } | {\displaystyle \mathbf {C} } | {\displaystyle \mathbf {B} } | {\displaystyle \mathbf {C} } | {\displaystyle \mathbf {C} } | {\displaystyle \mathbf {D} } | {\displaystyle \left.{\begin{matrix}\\\\\\\\\\\end{matrix}}\right\rbrack } |  | ← {\displaystyle \mathbf {D} } | {\displaystyle \left.{\begin{matrix}\\[35pt]\\\end{matrix}}\right\rbrace =a} |
|                                                                              |                              |                              |                              |                              |                              |                              |                              |                              |                              |                              |                              |                              |                              |                              |                              |                              |                                                                            |  |                                |                                                                              |
|                                                                              | ↑                            | ↑                            | ↑                            | ↑                            | ↑                            | ↑                            | ↑                            | ↑                            | ↑                            | ↑                            | ↑                            | ↑                            | ↑                            | ↑                            | ↑                            | ↑                            |                                                                            |  |                                |                                                                              |
|                                                                              | 00                           | 01                           | 02                           | 03                           | 10                           | 11                           | 12                           | 13                           | 20                           | 21                           | 22                           | 23                           | 30                           | 31                           | 32                           | 334                          |                                                                            |  |                                | {\displaystyle =\tau }                                                       |

| {\displaystyle v_{1}:=\left[{\begin{smallmatrix}{\begin{array}{rr}1&0\\0&1\end{array}}\end{smallmatrix}}\right]}     | als Identität                         | {\displaystyle [1]\!\to \![1],\;[3]\!\to \![3],\;[5]\!\to \![5],\;[7]\!\to \![7]} | ({\displaystyle \cong \;\times [1]}),    |
| {\displaystyle v_{5}:=\left[{\begin{smallmatrix}{\begin{array}{rr}-1&0\\0&-1\end{array}}\end{smallmatrix}}\right]}   | als Punktspiegelung                   | {\displaystyle [1]\!\to \![5],\;[3]\!\to \![7],\;[5]\!\to \![1],\;[7]\!\to \![3]} | ({\displaystyle \cong \;\times [5]}),    |
| {\displaystyle v_{7}:=\left[{\begin{smallmatrix}{\begin{array}{rr}0&1\\1&0\end{array}}\end{smallmatrix}}\right]}     | als Spiegelung an der Hauptdiagonalen | {\displaystyle [1]\!\to \![7],\;[3]\!\to \![5],\;[5]\!\to \![3],\;[7]\!\to \![1]} | ({\displaystyle \cong \;\times [7]}) und |
| {\displaystyle v_{3}:=\left[{\begin{smallmatrix}{\begin{array}{rrrr}0&-1\\-1&0\end{array}}\end{smallmatrix}}\right]} | als Spiegelung an der Nebendiagonalen | {\displaystyle [1]\!\to \![3],\;[3]\!\to \![1],\;[5]\!\to \![7],\;[7]\!\to \![5]} | ({\displaystyle \cong \;\times [3]})     |

| {\displaystyle A=\left\lbrack {\begin{matrix}\\\\\\\\\\\end{matrix}}\right.} | {\displaystyle [7]}       | {\displaystyle [1]}       | {\displaystyle [1]}       | {\displaystyle [3]}       | {\displaystyle \left.{\begin{matrix}\\\\\\\\\\\end{matrix}}\right\rbrack } |  | {\displaystyle \leftarrow \,\,[1]\,=\,\mathbf {A} } | {\displaystyle \left.{\begin{matrix}\\[33pt]\\\end{matrix}}\right\rbrace =a} |
| {\displaystyle A=\left\lbrack {\begin{matrix}\\\\\\\\\\\end{matrix}}\right.} | {\displaystyle [5]}       | {\displaystyle [3]}       | {\displaystyle [3]}       | {\displaystyle [1]}       | {\displaystyle \left.{\begin{matrix}\\\\\\\\\\\end{matrix}}\right\rbrack } |  | {\displaystyle \leftarrow \,\,[3]\,=\,\mathbf {B} } | {\displaystyle \left.{\begin{matrix}\\[33pt]\\\end{matrix}}\right\rbrace =a} |
| {\displaystyle A=\left\lbrack {\begin{matrix}\\\\\\\\\\\end{matrix}}\right.} | {\displaystyle [3]}       | {\displaystyle [5]}       | {\displaystyle [5]}       | {\displaystyle [7]}       | {\displaystyle \left.{\begin{matrix}\\\\\\\\\\\end{matrix}}\right\rbrack } |  | {\displaystyle \leftarrow \,\,[5]\,=\,\mathbf {C} } | {\displaystyle \left.{\begin{matrix}\\[33pt]\\\end{matrix}}\right\rbrace =a} |
| {\displaystyle A=\left\lbrack {\begin{matrix}\\\\\\\\\\\end{matrix}}\right.} | {\displaystyle [1]}       | {\displaystyle [7]}       | {\displaystyle [7]}       | {\displaystyle [5]}       | {\displaystyle \left.{\begin{matrix}\\\\\\\\\\\end{matrix}}\right\rbrack } |  | {\displaystyle \leftarrow \,\,[7]\,=\,\mathbf {D} } | {\displaystyle \left.{\begin{matrix}\\[33pt]\\\end{matrix}}\right\rbrace =a} |
|                                                                              | {\displaystyle \uparrow } | {\displaystyle \uparrow } | {\displaystyle \uparrow } | {\displaystyle \uparrow } |                                                                            |  |                                                     |                                                                              |
|                                                                              | {\displaystyle 0}         | {\displaystyle 1}         | {\displaystyle 2}         | {\displaystyle 3}         |                                                                            |  | {\displaystyle =\,\tau }                            |                                                                              |

| {\displaystyle a_{n}(t)=A_{a_{n-1}(t),\,\tau _{n}}=\left\lbrace {\begin{matrix}\\\\\\\\\end{matrix}}\right.} | {\displaystyle -a_{n-1}(t)}          | für | {\displaystyle \tau _{n}=0} |
| {\displaystyle a_{n}(t)=A_{a_{n-1}(t),\,\tau _{n}}=\left\lbrace {\begin{matrix}\\\\\\\\\end{matrix}}\right.} | {\displaystyle a_{n-1}(t)}           | für | {\displaystyle \tau _{n}=1} |
| {\displaystyle a_{n}(t)=A_{a_{n-1}(t),\,\tau _{n}}=\left\lbrace {\begin{matrix}\\\\\\\\\end{matrix}}\right.} | {\displaystyle a_{n-1}(t)}           | für | {\displaystyle \tau _{n}=2} |
| {\displaystyle a_{n}(t)=A_{a_{n-1}(t),\,\tau _{n}}=\left\lbrace {\begin{matrix}\\\\\\\\\end{matrix}}\right.} | {\displaystyle [3]\times a_{n-1}(t)} | für | {\displaystyle \tau _{n}=3} |

| {\displaystyle A_{a,\tau }+A_{[2]-a,\,3-\tau }=[2]} | (Sym1) |

| {\displaystyle a_{n}(t)+a_{n}(s)=[2]} | (Sym2). |

### Hilbert-Index
Die Funktion {\displaystyle h_{n}} hat die Definitionsmenge {\displaystyle {\check {\mathcal {I}}}}, die Einschränkung {\displaystyle {\hat {h}}_{n}=h_{n}\!\mid _{{\mathcal {I}}_{4^{n}}}} die Definitionsmenge {\displaystyle {\mathcal {I}}_{4^{n}}}, beide haben die Bildmenge {\displaystyle {\mathcal {I}}_{2^{n}}\times {\mathcal {I}}_{2^{n}}={{\mathcal {I}}_{2^{n}}}^{2}}, die eine diskrete Menge ist.
Die Funktion {\displaystyle {\hat {h}}_{n}} ist umkehrbar mit der Umkehrfunktion
{\displaystyle {\begin{array}{lllll}{\hat {k}}_{n}\;\colon &{\mathcal {I}}_{2^{n}}&\times &{\mathcal {I}}_{2^{n}}&\to &{\mathcal {I}}_{4^{n}}\\&(x&,&y)&\mapsto &{\hat {k}}_{n}(x,y):={\hat {h}}_{n}^{-1}(x,y)\;,\\\end{array}}}
welche Hilbert-Index genannt wird. Sie hat ihrerseits die Bildmenge {\displaystyle {\mathcal {I}}_{4^{n}}}. Unter den Einschränkungen auf die diskreten Mengen {\displaystyle {\mathcal {I}}_{4^{n}}} resp. {\displaystyle {{\mathcal {I}}_{2^{n}}}^{2}} sind die Funktionen {\displaystyle {\hat {h}}_{n}} wie {\displaystyle {\hat {k}}_{n}} umkehrbar eindeutig und es gilt {\displaystyle {\hat {k}}_{n}\circ {\hat {h}}_{n}=\operatorname {id} _{{\mathcal {I}}_{4^{n}}}} und {\displaystyle {\hat {h}}_{n}\circ {\hat {k}}_{n}=\operatorname {id} _{{{\mathcal {I}}_{2^{n}}}^{2}}}.
Werden ihre Argumente {\displaystyle x_{n}:=0_{2}.\!\xi _{1}\xi _{2}\dotso \xi _{n}\in {\mathcal {I}}_{2^{n}}} und {\displaystyle y_{n}:=0_{2}.\!\eta _{1}\eta _{2}\dotso \eta _{n}\in {\mathcal {I}}_{2^{n}}} gleichermaßen als Binärbrüche entwickelt, dann kann man auch beliebige ({\displaystyle \infty }-stellige) Koordinaten {\displaystyle x=:0_{2}.\!\xi _{1}\xi _{2}\xi _{3}\dotso \in {\check {\mathcal {I}}}} und {\displaystyle y=:0_{2}.\!\eta _{1}\eta _{2}\eta _{3}\dotso \in {\check {\mathcal {I}}}} zulassen, in der zu definierenden Funktion {\displaystyle k_{n}} als erstes die Stellen rechts ab der {\displaystyle (n+1)}-ten Stelle abschneiden, sodann {\displaystyle {\hat {k}}_{n}} ausführen, die Einschränkung auf die diskrete Menge {\displaystyle {{\mathcal {I}}_{2^{n}}}^{2}} wieder aufheben und somit das ganze Einheitsquadrat {\displaystyle {\check {\mathcal {I}}}^{2}={\check {\mathcal {Q}}}} zur Definitionsmenge der Funktion
{\displaystyle {\begin{array}{lllll}k_{n}\;\colon &{\check {\mathcal {I}}}&\times &{\check {\mathcal {I}}}&\to &{\mathcal {I}}_{4^{n}}\;\subset \;{\check {\mathcal {I}}}\\&(x&,&y)&\mapsto &k_{n}(x,y)\;,\\\end{array}}}
erklären, so dass deren Einschränkung {\displaystyle k_{n}\!\mid _{{{\mathcal {I}}_{2^{n}}}^{2}}} der Funktion {\displaystyle {\hat {k}}_{n}} vom Eingang des Abschnitts entspricht.
Somit ergibt sich für alle {\displaystyle n\in \mathbb {N} } sowohl
{\displaystyle k_{n}\circ h_{n}\!\mid _{{\mathcal {I}}_{4^{n}}}=\operatorname {id} _{{\mathcal {I}}_{4^{n}}}}
wie
{\displaystyle h_{n}\circ k_{n}\!\mid _{{{\mathcal {I}}_{2^{n}}}^{2}}=\operatorname {id} _{{{\mathcal {I}}_{2^{n}}}^{2}}.}
Die Rückabwicklung der Transformationen {\displaystyle T_{0},T_{1},T_{2}} und {\displaystyle T_{3}} ist in den nachfolgenden Algorithmen im Einzelnen ausgeführt.

#### Rekursiver Algorithmus
Die Auswertungsrichtung des Algorithmus xy2tR ist entgegen der Intervallschachtelung.
| Eingabe:             | Koordinaten {\displaystyle x,y\in {\check {\mathcal {I}}}} |
| Ausgabe:             | Parameter {\displaystyle t\in {\check {\mathcal {I}}}}     |
| Auswertungsrichtung: | fein zu grob                                               |

```
 
function
 
xy2tR
(
x
,
 
y
,
 
eps
)
 
begin

   
if
 
eps
 
>
 
1
 
then

     
return
 
0
;
 
// im Ergebnisintervall der linke Rand

   
end
 
if

   
eps
 
*=
 
2
;

   
if
 
x
 
<
 
1
/
2
 
then

     
if
 
y
 
<
 
1
/
2
 
then

       
return
 
(
 
0
 
+
 
xy2tR
(
2
*
y
,
 
2
*
x
,
 
eps
)
 
)/
4
;

     
else

       
return
 
(
 
1
 
+
 
xy2tR
(
2
*
x
,
 
2
*
y
 
−
 
1
,
 
eps
)
 
)/
4
;

     
end
 
if

   
else

     
if
 
y
 
>=
 
1
/
2
 
then

       
return
 
(
 
2
 
+
 
xy2tR
(
2
*
x
 
−
 
1
,
 
2
*
y
 
−
 
1
,
 
eps
)
 
)/
4
;

     
else

       
return
 
(
 
3
 
+
 
xy2tR
(
1
−
eps
 
−
 
2
*
y
,
 
2
−
eps
 
−
 
2
*
x
,
 
eps
)
 
)/
4
;

     
end
 
if

   
end
 
if

 
end
 
function

```

#### Iterativer Algorithmus mit ganzzahligen Ein-/Ausgabewerten
Auch diese Aufgabe lässt sich iterativ programmieren.
Die iterative Funktion xy2tI arbeitet in Richtung Schachtelung, in der Binär- oder Quaternärdarstellung also von hochrangigen Ziffern zu niedrigrangigen, geometrisch von einem großen Quadrat zu einem der 4 Teilquadrate. Sie benutzt die bei t2xyI eingeführte Unterfunktion rot.
Ist {\displaystyle n} die Nummer der Iteration, dann ist {\displaystyle p:=2^{n}} die Anzahl der 1D-Teilintervalle.
| Eingabe:             | Koordinaten {\displaystyle x,y\in \{0,1,\dotso ,p-1\}} |
| Ausgabe:             | Parameter {\displaystyle t\in \{0,1,\dotso ,p^{2}-1\}} |
| Auswertungsrichtung: | grob zu fein                                           |

```
 
function
 
xy2tI
(
x
,
 
y
,
 
p
)
 
begin

   
t
 
=
 
0
;
 
// Summationsanfang

   
for
 
(
p
 
/=
 
2
;
 
p
 
>=
 
1
;
 
p
 
/=
 
2
)
 
do

     
rx
 
=
 
(
x
 
&
 
p
)
 
>
 
0
;

     
ry
 
=
 
(
y
 
&
 
p
)
 
>
 
0
;

     
t
 
+=
 
p
 
*
 
p
 
*
 
((
3
 
*
 
rx
)
 
^
 
ry
);

     
(
x
,
 
y
)
 
=
 
rot
(
x
,
 
y
,
 
rx
,
 
ry
,
 
p
);

   
end
 
for

   
return
 
t
;

 
end
 
function

```

#### Rekursionsformel für den Hilbert-Index
| Eingabe:             | Koordinaten {\displaystyle x,y\in {\check {\mathcal {I}}}} |
| Ausgabe:             | Parameter {\displaystyle t\in {\check {\mathcal {I}}}}     |
| Auswertungsrichtung: | grob zu fein                                               |

Sind {\displaystyle x=:0_{2}.\!\xi _{1}\xi _{2}\xi _{3}\dotso \in {\check {\mathcal {I}}}} und {\displaystyle y=:0_{2}.\!\eta _{1}\eta _{2}\eta _{3}\dotso \in {\check {\mathcal {I}}}} Darstellungen der Koordinaten {\displaystyle (x,y)} im Binärsystem, dann lässt sich die (unendliche) Folge {\displaystyle {\bigl (}k_{n}(x,y){\bigr )}_{n\in \mathbb {N} }} auch als Rekursion mit dem Rekursionsanfang
| {\displaystyle \tau _{0}(x,y)=0}        | und                                                                              |
| {\displaystyle a_{0}(x,y)=\mathbf {A} } | (Start mit der initialen Ausrichtung {\displaystyle \mathbf {A} })[Anmerkung 16] |
und dem Rekursionsschritt
| {\displaystyle \tau _{n}(x,y)} | {\displaystyle =T_{a_{n-1}(x,y),\,\xi _{n},\,\eta _{n}}}  | (RFk_τ) |
| {\displaystyle a_{n}(x,y)}     | {\displaystyle =A'_{a_{n-1}(x,y),\,\xi _{n},\,\eta _{n}}} | (RFk_a) |
für {\displaystyle n\in \mathbb {N} } schreiben.
Die zwei (4×2×2)-Hypermatrizen
{\displaystyle {\begin{array}{c}T:={\begin{bmatrix}\left[{\begin{smallmatrix}{\begin{array}{rr}0&1\\3&2\end{array}}\end{smallmatrix}}\right]\\\left[{\begin{smallmatrix}{\begin{array}{rr}2&1\\3&0\end{array}}\end{smallmatrix}}\right]\\\left[{\begin{smallmatrix}{\begin{array}{rr}2&3\\1&0\end{array}}\end{smallmatrix}}\right]\\\left[{\begin{smallmatrix}{\begin{array}{rr}0&3\\1&2\end{array}}\end{smallmatrix}}\right]\end{bmatrix}},\end{array}}\;\;{\begin{array}{c}A':={\begin{bmatrix}\left[{\begin{smallmatrix}{\begin{array}{rr}\mathbf {D} &\mathbf {A} \\\mathbf {B} &\mathbf {A} \end{array}}\end{smallmatrix}}\right]\\\left[{\begin{smallmatrix}{\begin{array}{rr}\mathbf {B} &\mathbf {B} \\\mathbf {A} &\mathbf {C} \end{array}}\end{smallmatrix}}\right]\\\left[{\begin{smallmatrix}{\begin{array}{rr}\mathbf {C} &\mathbf {D} \\\mathbf {C} &\mathbf {B} \end{array}}\end{smallmatrix}}\right]\\\left[{\begin{smallmatrix}{\begin{array}{rr}\mathbf {A} &\mathbf {C} \\\mathbf {D} &\mathbf {D} \end{array}}\end{smallmatrix}}\right]\end{bmatrix}}\\\end{array}}\qquad \;\;{\begin{array}{c}{\begin{matrix}\left.{\begin{smallmatrix}{\begin{array}{rr}\,\\\,\end{array}}\end{smallmatrix}}\right\rbrack \scriptstyle \;\leftarrow \;\mathbf {A} \\\left.{\begin{smallmatrix}{\begin{array}{rr}\,\\\,\end{array}}\end{smallmatrix}}\right\rbrack \scriptstyle \;\leftarrow \;\mathbf {B} \\\left.{\begin{smallmatrix}{\begin{array}{rr}\,\\\,\end{array}}\end{smallmatrix}}\right\rbrack \scriptstyle \;\leftarrow \;\mathbf {C} \\\left.{\begin{smallmatrix}{\begin{array}{rr}\,\\\,\end{array}}\end{smallmatrix}}\right\rbrack \scriptstyle \;\leftarrow \;\mathbf {D} \end{matrix}}\!\!\left.{\begin{array}{c}\,\\[47pt]\,\end{array}}\right\rbrace \scriptstyle \;=\;a\end{array}}}
sind zusammen genommen äquivalent zu den vier Übersetzungstabellen der Abbildung 7. Sie werden an ihrem ersten Index durch die absolute Ausrichtung {\displaystyle a_{n-1}(x,y)\in \mathbf {V} } indiziert. Das Ergebnis ist bei {\displaystyle T} wie bei {\displaystyle A'} eine (2×2)-Untermatrix. Jedes solche Paar von Untermatrizen stellt eine Übersetzungstabelle dar.
Eine Untermatrix wird durch das Binärziffernpaar {\displaystyle (\xi _{n},\eta _{n})} indiziert. Daraus resultiert (Gl. RFk_τ) die neue Quaternärziffer {\displaystyle \tau _{n}} für den Parameter {\displaystyle t} und (Gl. RFk_a) die neue absolute Ausrichtung {\displaystyle a_{n}(x,y)}.
| Beweis der Rekursionsformel für die Umkehrfunktion Hilbert-Index |
| Das kleine Quadrat (rechts in der Abb. 4) bekommt gemäß (Gl. RFk_τ) im großen Quadrat eine Nummer {\displaystyle \tau :=\tau _{n}=T_{a_{n-1}(x,y),\,\xi _{n},\,\eta _{n}}}, die der (absoluten) Ausrichtung {\displaystyle a_{n-1}(x,y)} des großen Quadrats sowie der Lage des kleinen Quadrats im großen Quadrat, nämlich den Ziffern {\displaystyle (\xi _{n},\eta _{n})}, entspricht. Erstere legt fest, welche der 4 Übersetzungstabellen in Abb. 7 anzuwenden ist, und letztere legen fest, ob das kleine Quadrat ins linke untere (bei {\displaystyle (\xi _{n},\eta _{n})=(0,0)}), ins linke obere (bei {\displaystyle (\xi _{n},\eta _{n})=(0,1)}) etc. Teilquadrat gehört, woraus die Ziffer {\displaystyle \tau _{n}:=\tau } resultiert. Dies geschieht in Einklang mit den Transformationen {\displaystyle T_{0}} bis {\displaystyle T_{3}} aus dem Abschnitt #Transformation der rekursiven Teilquadrate auf das Einheitsquadrat, denn die Gleichung (RFk_a), die die absolute Ausrichtung rekursiv festlegt, ist eine Akkumulation der relativen Ausrichtungen, die durch jene Transformationen bewirkt werden. |

## Analysis
Im Limes, also bei exakt {\displaystyle n=\infty }, kommt – wie ein Blitz aus heiterem Himmel – ein neues Problem auf, nämlich der plötzliche Verlust der umkehrbaren Eindeutigkeit sowohl bei der 4- wie bei der 2-adischen Darstellung.
Darüber hinaus müssen wegen der Limites   {\displaystyle 0_{4}.\!{\overline {3}}=1=0_{2}.\!{\overline {1}}}   anstelle der halboffenen Intervalle {\displaystyle {\check {\mathcal {I}}}} und {\displaystyle {\check {\mathcal {Q}}}} ihre abgeschlossenen Hüllen {\displaystyle {\bar {\check {\mathcal {I}}}}={\mathcal {I}}} und {\displaystyle {\bar {\check {\mathcal {Q}}}}={\mathcal {Q}}} betrachtet werden.

### Hilbert-Kurve
Mit den Hilbert-Kurven {\displaystyle H_{n}} (und den Hilbert-Polygonen {\displaystyle P_{n}}) lässt sich zu jedem positiven Abstand {\displaystyle \varepsilon >0} eine Iterationsstufe {\displaystyle n\in \mathbb {N} } angeben, so dass es zu jedem Punkt {\displaystyle (x,y)\in {\mathcal {Q}}} des Einheitsquadrats einen Punkt {\displaystyle (x_{n},y_{n})} des Rasters {\displaystyle R_{n}} gibt, der einen kleineren Abstand {\displaystyle {\bigl |}(x_{n},y_{n})-(x,y){\bigr |}<\varepsilon } hat. Das bedeutet aber nicht die vollständige Füllung des Quadrats.
Diese kann nur durch den Übergang zum Limes erreicht werden. Der Limes
{\displaystyle {\begin{array}{lllll}h\;\colon &{\mathcal {I}}&\to &{\mathcal {Q}}=&{\mathcal {I}}&\times &{\mathcal {I}}\\&t&\mapsto &\displaystyle \lim _{n\to \infty }h_{n}(t):=\lim _{n\to \infty }&{\bigl (}x_{n}(t)&,&y_{n}(t){\bigr )}&=:\;\;{\bigl (}x(t),y(t){\bigr )}\\\end{array}}}
existiert immerhin, da er aus der 2D-Intervallschachtelung
{\displaystyle {\Bigl (}{\bigl [}x_{n}(t),x_{n}(t)+2^{-n}{\bigr ]}\times {\bigl [}y_{n}(t),y_{n}(t)+2^{-n}{\bigr ]}{\Bigr )}_{n\in \mathbb {N} }}
hervorgeht.
Die Konvergenz ist eine gleichmäßige im folgenden Sinn:
Für jedes {\displaystyle \varepsilon >0} ist {\displaystyle N:={\bigl \lceil }\!-\!\log _{2}(\varepsilon ){\bigr \rceil }} so, dass für alle Parameter {\displaystyle t\in {\mathcal {I}}} und alle {\displaystyle n\in \mathbb {N} } mit {\displaystyle n>N}
{\displaystyle {\Bigl |}{\bigl (}x_{n}(t),y_{n}(t){\bigr )}-{\bigl (}x(t),y(t){\bigr )}{\Bigr |}<2^{-n}\leq \varepsilon }
gilt.

#### Eigenschaften
1. {\displaystyle h} ist rechtseindeutig, somit wohldefiniert und eine Funktion.
2. {\displaystyle h\,\colon \,{\mathcal {I}}\to {\mathcal {Q}}} ist surjektiv.
3. {\displaystyle h} ist nicht injektiv.
4. {\displaystyle h} ist stetig, definiert also eine Kurve. Die Stetigkeit ist eine gleichmäßige.
5. Die Bilder des durch 3 geteilten Rasters {\displaystyle {\mathcal {I}}_{3\cdot 4^{n}}} sind genau die Eckpunkte {\displaystyle {\mathcal {I}}_{2^{n}}\times {\mathcal {I}}_{2^{n}}} der entsprechenden Rasterquadrate.
6. {\displaystyle h{\Biggl (}{\frac {\lfloor 4^{n}t\rfloor }{4^{n}}}{\Biggr )}=h_{n}(t)} .
7. Ist {\displaystyle \mathbf {A} } die initiale Ausrichtung, dann ist {\displaystyle h} symmetrisch zur Geraden {\displaystyle x={\tfrac {1}{2}}}:
       Für jedes {\displaystyle t\in {\mathcal {I}}} ist {\displaystyle x(1-t)=1-x(t)}   und   {\displaystyle y(1-t)=y(t)}.
Bei {\displaystyle \mathbf {D} } als initialer Ausrichtung wäre es die Gerade {\displaystyle y={\tfrac {1}{2}}}
       und {\displaystyle x(1-t)=x(t)}   und   {\displaystyle y(1-t)=1-y(t)}.
8. Ist {\displaystyle h(t)=(x,y)}, dann ist
       {\displaystyle h{\Bigl (}{\frac {t}{4}}{\Bigr )}={\Bigl (}{\frac {y}{2}},{\frac {x}{2}}{\Bigr )}}.
9. Ist {\displaystyle t=:0_{4}.\!\tau _{1}\tau _{2}\tau _{3}\dotso \in \mathbb {Q} } rational, dann ist seine 4-adische Darstellung periodisch, bspw. {\displaystyle t=:0_{4}.\!\tau _{1}\tau _{2}\dotso \tau _{k}{\overline {\sigma _{1}\dotso \sigma _{l}}}} mit der Periodenlänge {\displaystyle l}. Die Koordinaten {\displaystyle (x,y)} von {\displaystyle h(t)\in \mathbb {Q} ^{2}} sind dann beide ebenfalls rational mit einer 2-adischen Periodenlänge {\displaystyle \leq vl}, wobei {\displaystyle v=4} die Mächtigkeit der Menge {\displaystyle \mathbf {V} } der Ausrichtungen ist.[23]
10. {\displaystyle h} ist nirgends differenzierbar.[1][8]
11. {\displaystyle h} ist Maß-erhaltend: Für jede Punktmenge {\displaystyle S\subset {\mathcal {I}}} mit ein-dimensionalem Lebesgue-Maß {\displaystyle \mu } hat das Bild {\displaystyle \cup _{t\in S}h(t)} das {\displaystyle d}-dimensionale Lebesgue-Maß {\displaystyle \mu }.[9] Das bedeutet auch, dass jedes Intervall {\displaystyle \subset {\mathcal {I}}} in eine zusammenhängende (möglicherweise unendliche) Folge {\displaystyle {\bigl (}Q_{i}{\bigr )}_{i\in \mathbb {Z} }} von Quadraten der Rasterschachtelung abgebildet wird.

| Zu Eigsch. 1: | {\displaystyle h} ist Funktion. |

| {\displaystyle T_{0}\circ (1,0)={\bigl (}0,{\tfrac {1}{2}}{\bigr )}}               | {\displaystyle =T_{1}(0,0)} ,   |
| {\displaystyle T_{1}\circ (1,0)={\bigl (}{\tfrac {1}{2}},{\tfrac {1}{2}}{\bigr )}} | {\displaystyle =T_{2}(0,0)} und |
| {\displaystyle T_{2}\circ (1,0)={\bigl (}1,{\tfrac {1}{2}}{\bigr )}}               | {\displaystyle =T_{3}(0,0)}.    |

| Zu Eigsch. 2: | {\displaystyle h} ist surjektiv. |

| Zu Eigsch. 3: | Dennoch ist {\displaystyle h} nicht injektiv. |

| {\displaystyle h({\tfrac {1}{12}})=h({\tfrac {11}{12}})=(0,{\tfrac {1}{2}})}                                                        |  | (Doppelpunkt),     |
| {\displaystyle h({\tfrac {1}{2}})=h({\tfrac {1}{6}})=h({\tfrac {5}{6}})=({\tfrac {1}{2}},{\tfrac {1}{2}})}                          |  | (Tripelpunkt),     |
| {\displaystyle h({\tfrac {1}{24}})=h({\tfrac {1}{8}})=h({\tfrac {5}{24}})=({\tfrac {1}{4}},{\tfrac {1}{4}})}                        |  | (Tripelpunkt), und |
| {\displaystyle h({\tfrac {5}{48}})=h({\tfrac {7}{48}})=h({\tfrac {41}{48}})=h({\tfrac {43}{48}})=({\tfrac {1}{2}},{\tfrac {1}{4}})} |  | (Quadrupelpunkt)   |

| Zu Eigsch. 4: | {\displaystyle h} ist stetig. |

| Zu Eigsch. 5: | {\displaystyle h{\bigl (}{\mathcal {I}}_{3\cdot 4^{n}}{\bigr )}={\mathcal {I}}_{2^{n}}\times {\mathcal {I}}_{2^{n}}}. |

| Zu Eigsch. 6: | {\displaystyle h(\lfloor 4^{n}t\rfloor /4^{n})=h_{n}(t)}. |

| Zu Eigsch. 7: | {\displaystyle x(1-t)=1-x(t)} und {\displaystyle y(1-t)=y(t)}. |

| Die Eigsch. 8: | {\displaystyle h{\Bigl (}{\frac {t}{4}}{\Bigr )}={\Bigl (}{\frac {y}{2}},{\frac {x}{2}}{\Bigr )}} |

| Zu Eigsch. 9: | {\displaystyle h({\mathcal {I}}\cap \mathbb {Q} )\subset \mathbb {Q} ^{2}}. |

#### Einige Zahlenbeispiele
| Parameter {\displaystyle t} | Parameter {\displaystyle t} | {\displaystyle 0} | {\displaystyle {\tfrac {1}{3}}} | {\displaystyle {\tfrac {2}{3}}} | {\displaystyle 1} | {\displaystyle {\tfrac {2}{5}}} | {\displaystyle {\tfrac {1}{4}}} | {\displaystyle {\tfrac {1}{5}}} | {\displaystyle {\tfrac {1}{7}}}   | {\displaystyle {\tfrac {1}{9}}} | {\displaystyle {\tfrac {1}{11}}}  | {\displaystyle {\tfrac {1}{13}}} | {\displaystyle {\tfrac {1}{17}}} | {\displaystyle {\tfrac {1}{19}}}   |
| {\displaystyle h(t)}        | {\displaystyle x(t)}        | {\displaystyle 0} | {\displaystyle 0}               | {\displaystyle 1}               | {\displaystyle 1} | {\displaystyle {\tfrac {1}{3}}} | {\displaystyle 0}               | {\displaystyle {\tfrac {1}{5}}} | {\displaystyle {\tfrac {26}{63}}} | {\displaystyle {\tfrac {1}{3}}} | {\displaystyle {\tfrac {14}{33}}} | {\displaystyle {\tfrac {1}{3}}}  | {\displaystyle {\tfrac {1}{5}}}  | {\displaystyle {\tfrac {76}{511}}} |
| {\displaystyle h(t)}        | {\displaystyle y(t)}        | {\displaystyle 0} | {\displaystyle 1}               | {\displaystyle 1}               | {\displaystyle 0} | {\displaystyle 1}               | {\displaystyle {\tfrac {1}{2}}} | {\displaystyle {\tfrac {2}{5}}} | {\displaystyle {\tfrac {19}{63}}} | {\displaystyle {\tfrac {2}{9}}} | {\displaystyle {\tfrac {1}{11}}}  | {\displaystyle 0}                | {\displaystyle 0}                | {\displaystyle {\tfrac {55}{511}}} |

Mehrfachpunkte
| Parameter {\displaystyle t} | Parameter {\displaystyle t} | {\displaystyle {\tfrac {1}{12}}} | {\displaystyle {\tfrac {11}{12}}} | {\displaystyle {\tfrac {1}{10}}} | {\displaystyle {\tfrac {9}{10}}} | {\displaystyle {\tfrac {3}{20}}} | {\displaystyle {\tfrac {17}{20}}} | {\displaystyle {\tfrac {9}{52}}} | {\displaystyle {\tfrac {25}{52}}} | {\displaystyle {\tfrac {1}{8}}} | {\displaystyle {\tfrac {1}{24}}} | {\displaystyle {\tfrac {5}{24}}} | {\displaystyle {\tfrac {1}{2}}} | {\displaystyle {\tfrac {1}{6}}} | {\displaystyle {\tfrac {5}{6}}} | {\displaystyle {\tfrac {5}{48}}} | {\displaystyle {\tfrac {7}{48}}} | {\displaystyle {\tfrac {41}{48}}} | {\displaystyle {\tfrac {43}{48}}} |
| {\displaystyle h(t)}        | {\displaystyle x(t)}        | {\displaystyle {\tfrac {1}{2}}}  | {\displaystyle {\tfrac {1}{2}}}   | {\displaystyle {\tfrac {1}{2}}}  | {\displaystyle {\tfrac {1}{2}}}  | {\displaystyle {\tfrac {1}{2}}}  | {\displaystyle {\tfrac {1}{2}}}   | {\displaystyle {\tfrac {1}{3}}}  | {\displaystyle {\tfrac {1}{3}}}   | {\displaystyle {\tfrac {1}{4}}} | {\displaystyle {\tfrac {1}{4}}}  | {\displaystyle {\tfrac {1}{4}}}  | {\displaystyle {\tfrac {1}{2}}} | {\displaystyle {\tfrac {1}{2}}} | {\displaystyle {\tfrac {1}{2}}} | {\displaystyle {\tfrac {1}{2}}}  | {\displaystyle {\tfrac {1}{2}}}  | {\displaystyle {\tfrac {1}{2}}}   | {\displaystyle {\tfrac {1}{2}}}   |
| {\displaystyle h(t)}        | {\displaystyle y(t)}        | {\displaystyle 0}                | {\displaystyle 0}                 | {\displaystyle {\tfrac {1}{6}}}  | {\displaystyle {\tfrac {1}{6}}}  | {\displaystyle {\tfrac {1}{3}}}  | {\displaystyle {\tfrac {1}{3}}}   | {\displaystyle {\tfrac {1}{2}}}  | {\displaystyle {\tfrac {1}{2}}}   | {\displaystyle {\tfrac {1}{4}}} | {\displaystyle {\tfrac {1}{4}}}  | {\displaystyle {\tfrac {1}{4}}}  | {\displaystyle {\tfrac {1}{2}}} | {\displaystyle {\tfrac {1}{2}}} | {\displaystyle {\tfrac {1}{2}}} | {\displaystyle {\tfrac {1}{4}}}  | {\displaystyle {\tfrac {1}{4}}}  | {\displaystyle {\tfrac {1}{4}}}   | {\displaystyle {\tfrac {1}{4}}}   |

### Umkehrfunktion
Da {\displaystyle h=\textstyle \lim _{n\to \infty }h_{n}} im Limes nicht injektiv ist, ist es auch nicht umkehrbar. Dies ist so, obwohl die diskreten {\displaystyle {\hat {h}}_{n}} für alle endlichen {\displaystyle n\in \mathbb {N} } umkehrbar sind und sowohl {\displaystyle k_{n}\circ \textstyle h_{n}\!\mid _{{\mathcal {I}}_{4^{n}}}=\operatorname {id} _{{\mathcal {I}}_{4^{n}}}} wie {\displaystyle h_{n}\circ \textstyle k_{n}\!\mid _{{{\mathcal {I}}_{2^{n}}}^{2}}=\operatorname {id} _{{{\mathcal {I}}_{2^{n}}}^{2}}} gilt.
Die Nicht-Umkehrbarkeit drückt sich auch darin aus, dass der Limes
{\displaystyle {\begin{array}{lllll}k\;\colon &[0,1]&\times &[0,1]&\to &[0,1]\\&(x&,&y)&\mapsto &\displaystyle \lim _{n\to \infty }k_{n}(x,y)\\\end{array}}}
nicht existiert an den Punkten, wo eine der beiden Koordinaten {\displaystyle x} oder {\displaystyle y} eine abbrechende Binärdarstellung hat, also in
{\displaystyle E_{2}:=\mathbb {N} _{0}2^{-\mathbb {N} _{0}}\,\cap \;]0,1[}
liegt.
Nach der im Beweis der Nicht-Injektivität von {\displaystyle h} gemachten Bemerkung hat {\displaystyle h} genau an diesen Stellen mehr als ein Urbild.
Eine Art Umkehrung {\displaystyle k} kann jedoch auch an diesen Stellen definiert werden durch die Vorschrift, dass die betreffende(n) Koordinate(n) {\displaystyle x} oder/und {\displaystyle y}, wenn sie bei einem Rekursionsschritt genau auf die Mitte eines Intervalls der Schachtelung fallen,
|  | der rechten (der oberen) Intervallhälfte zuzuschlagen und damit als 02. …0-Ende | (Vorschrift „+“ oder {\displaystyle \searrow }) |

oder
|  | der linken (der unteren) Intervallhälfte und somit als 02. …1-Ende | (Vorschrift „−“ oder {\displaystyle \nearrow }) |

zu behandeln sind.
Da {\displaystyle h} stetig ist, erfüllen die so konstruierten Urbilder {\displaystyle t} die Beziehung {\displaystyle h(t)=(x,y)}. Es gibt somit (mindestens) vier verschiedene Funktionen
1. {\displaystyle k_{++}(x,y):=\lim _{n\to \infty ,\,\xi \searrow x,\,\eta \searrow y}\;k_{n}(\xi ,\eta )} ,
2. {\displaystyle k_{+-}(x,y):=\lim _{n\to \infty ,\,\xi \searrow x,\,\eta \nearrow y}\;k_{n}(\xi ,\eta )} ,
3. {\displaystyle k_{-+}(x,y):=\lim _{n\to \infty ,\,\xi \nearrow x,\,\eta \searrow y}\;k_{n}(\xi ,\eta )} und
4. {\displaystyle k_{--}(x,y):=\lim _{n\to \infty ,\,\xi \nearrow x,\,\eta \nearrow y}\;k_{n}(\xi ,\eta )} ,

die sich an den Stellen unterscheiden, an denen eine der beiden Koordinaten in {\displaystyle E_{2}} liegt. An diesen Stellen sind die Funktionen {\displaystyle k_{\pm \pm }} auch nicht stetig.
Eine solche Funktion {\displaystyle k_{\pm \pm }} wird als Rechtsinverse (auch „Koretraktion“) von {\displaystyle h} bezeichnet. Sie erfüllt die Beziehung
{\displaystyle h\circ k_{\pm \pm }=\operatorname {id} _{\mathcal {Q}}} ,
die gleichbedeutend ist mit der Implikation
{\displaystyle t=k_{\pm \pm }(x,y)\;\;\Longrightarrow \;\;h(t)=(x,y)} .

#### Eigenschaften
1. Alle {\displaystyle k_{++},k_{+-},k_{-+},k_{--}} sind Funktionen.
2. Die Lösungsmenge {\displaystyle {\bigl \{}t\in {\mathcal {I}}\mid h(t)=(x,y){\bigr \}}} zu einem Punkt {\displaystyle (x,y)\in {\mathcal {Q}}} ist[1]
       {\displaystyle {\bigl \{}k_{++}(x,y),\;k_{+-}(x,y),\;k_{-+}(x,y),\;k_{--}(x,y){\bigr \}}}.
Alle Elementeanzahlen, 1, 2, 3 und 4, kommen vor.
3. Alle Funktionen {\displaystyle k_{++},k_{+-},k_{-+},k_{--}} sind injektiv.
4. Eingeschränkt auf {\displaystyle F_{2}=({\mathcal {I}}\setminus E_{2})^{2}} ist {\displaystyle k} eindeutig, also
       {\displaystyle k_{++}(x,y)=k_{+-}(x,y)=k_{-+}(x,y)=k_{--}(x,y)} für {\displaystyle (x,y)\in F_{2}.}
5. Die Urbilder der Eckpunkte
       {\displaystyle k_{++},k_{+-},k_{-+},k_{--}\;\colon \;{\mathcal {I}}_{2^{n}}\times {\mathcal {I}}_{2^{n}}\to {\mathcal {I}}_{3\cdot 4^{n}}}
der Rasterquadrate liegen im entsprechenden linearen Raster geteilt durch 3.
6. Keine der Funktionen {\displaystyle k_{++},k_{+-},k_{-+},k_{--}} ist stetig. Die Unstetigkeitsstellen sind {\displaystyle \in {\bigl (}(E_{2}\times {\mathcal {I}})\cup ({\mathcal {I}}\times E_{2}){\bigr )}.}
7. Keine der Funktionen {\displaystyle k_{++},k_{+-},k_{-+},k_{--}} ist surjektiv.
8. Sind die Koordinaten {\displaystyle (x,y)} beide rational mit den beziehentlichen 2-adischen Periodenlängen {\displaystyle l_{x},l_{y}}, dann ist
       {\displaystyle t:=k_{\pm \pm }(x,y)\in \mathbb {Q} }
ebenfalls rational mit einer 4-adischen Periodenlänge {\displaystyle \leq vl_{x}l_{y},} wo {\displaystyle v=4} die Mächtigkeit der Menge {\displaystyle \mathbf {V} } der Ausrichtungen ist.[23]

| Zu Eigsch. 1: | {\displaystyle k_{\pm \pm }} ist eine Funktion. |

| Zu Eigsch. 2: | {\displaystyle (x,y)\in {\mathcal {Q}}} hat maximal 4 Urbilder. |

| Zu Eigsch. 3: | {\displaystyle k_{\pm \pm }} ist injektiv. |

| Zu Eigsch. 4: | Die Punkte {\displaystyle (x,y)\in F_{2}=({\mathcal {I}}\setminus E_{2})^{2}} |

| Zu Eigsch. 5: | {\displaystyle k{\pm \pm }\;\colon \;{\mathcal {I}}_{2^{n}}\times {\mathcal {I}}_{2^{n}}\to {\mathcal {I}}_{3\cdot 4^{n}}}. |

| Zu Eigsch. 6: | {\displaystyle k_{\pm \pm }} ist nicht stetig. |

| Zu Eigsch. 7: | Kein {\displaystyle k_{\pm \pm }} ist surjektiv. |

| Zu Eigsch. 8: | {\displaystyle k_{\pm \pm }{\bigl (}({\mathcal {I}}\cap \mathbb {Q} )^{2}{\bigr )}\subset \mathbb {Q} } . |

#### Einige Zahlenwerte
| Punkt {\displaystyle (x,y)} | {\displaystyle x}                 | {\displaystyle {\tfrac {1}{3}}}  | {\displaystyle 0}                | {\displaystyle {\tfrac {1}{3}}} | {\displaystyle 1}                 | {\displaystyle {\tfrac {1}{5}}}  | {\displaystyle 0}                | {\displaystyle {\tfrac {1}{5}}}  | {\displaystyle 1}                 |
| Punkt {\displaystyle (x,y)} | {\displaystyle y}                 | {\displaystyle 0}                | {\displaystyle {\tfrac {1}{3}}}  | {\displaystyle 1}               | {\displaystyle {\tfrac {1}{3}}}   | {\displaystyle 0}                | {\displaystyle {\tfrac {1}{5}}}  | {\displaystyle 1}                | {\displaystyle {\tfrac {1}{5}}}   |
| Parameter {\displaystyle t} | {\displaystyle k_{\pm \pm }(x,y)} | {\displaystyle {\tfrac {1}{13}}} | {\displaystyle {\tfrac {3}{13}}} | {\displaystyle {\tfrac {2}{5}}} | {\displaystyle {\tfrac {10}{13}}} | {\displaystyle {\tfrac {1}{17}}} | {\displaystyle {\tfrac {1}{51}}} | {\displaystyle {\tfrac {6}{17}}} | {\displaystyle {\tfrac {50}{51}}} |

Mehrfachpunkte
| {\displaystyle {\bigl (}{\tfrac {1}{2}},0{\bigr )}\in E_{2}\!\times \!{\bigl (}{\mathcal {I}}\!\setminus \!E_{2}{\bigr )}} | {\displaystyle {\bigl (}{\tfrac {1}{2}},0{\bigr )}\in E_{2}\!\times \!{\bigl (}{\mathcal {I}}\!\setminus \!E_{2}{\bigr )}} | {\displaystyle x={\tfrac {1}{2}}}                                                                     | {\displaystyle x={\tfrac {1}{2}}}                                                   | {\displaystyle x={\tfrac {1}{2}}}                                                                    | {\displaystyle x={\tfrac {1}{2}}}                                      |
| {\displaystyle {\bigl (}{\tfrac {1}{2}},0{\bigr )}\in E_{2}\!\times \!{\bigl (}{\mathcal {I}}\!\setminus \!E_{2}{\bigr )}} | {\displaystyle {\bigl (}{\tfrac {1}{2}},0{\bigr )}\in E_{2}\!\times \!{\bigl (}{\mathcal {I}}\!\setminus \!E_{2}{\bigr )}} | {\displaystyle \searrow \,=0_{2}.1{\overline {0}}}                                                    | {\displaystyle \searrow \,=0_{2}.1{\overline {0}}}                                  | {\displaystyle \nearrow \,=0_{2}.0{\overline {1}}}                                                   | {\displaystyle \nearrow \,=0_{2}.0{\overline {1}}}                     |
| {\displaystyle y=0} | {\displaystyle \searrow \!\!\!\!\!\!\nearrow \,=0_{2}.0}                                                                   | {\displaystyle k_{+\pm }{\bigl (}{\tfrac {1}{2}},0{\bigr )}=0_{4}.3{\overline {2}}={\tfrac {11}{12}}} | {\displaystyle a=\scriptstyle \scriptstyle \mathbf {A} {\overline {\mathbf {,B} }}} | {\displaystyle k_{-\pm }{\bigl (}{\tfrac {1}{2}},0{\bigr )}=0_{4}.0{\overline {1}}={\tfrac {1}{12}}} | {\displaystyle a=\scriptstyle \mathbf {A} {\overline {\mathbf {,D} }}} |

| {\displaystyle {\bigl (}{\tfrac {1}{2}},{\tfrac {1}{3}}{\bigr )}\in E_{2}\!\times \!{\bigl (}{\mathcal {I}}\!\setminus \!E_{2}{\bigr )}} | {\displaystyle {\bigl (}{\tfrac {1}{2}},{\tfrac {1}{3}}{\bigr )}\in E_{2}\!\times \!{\bigl (}{\mathcal {I}}\!\setminus \!E_{2}{\bigr )}} | {\displaystyle x={\tfrac {1}{2}}}                                                                                    | {\displaystyle x={\tfrac {1}{2}}}                                                   | {\displaystyle x={\tfrac {1}{2}}}                                                                                   | {\displaystyle x={\tfrac {1}{2}}}                                      |
| {\displaystyle {\bigl (}{\tfrac {1}{2}},{\tfrac {1}{3}}{\bigr )}\in E_{2}\!\times \!{\bigl (}{\mathcal {I}}\!\setminus \!E_{2}{\bigr )}} | {\displaystyle {\bigl (}{\tfrac {1}{2}},{\tfrac {1}{3}}{\bigr )}\in E_{2}\!\times \!{\bigl (}{\mathcal {I}}\!\setminus \!E_{2}{\bigr )}} | {\displaystyle \searrow \,=0_{2}.1{\overline {0}}}                                                                   | {\displaystyle \searrow \,=0_{2}.1{\overline {0}}}                                  | {\displaystyle \nearrow \,=0_{2}.0{\overline {1}}}                                                                  | {\displaystyle \nearrow \,=0_{2}.0{\overline {1}}}                     |
| {\displaystyle y={\tfrac {1}{3}}} | {\displaystyle \searrow \!\!\!\!\!\!\nearrow \,=0_{2}.{\overline {01}}}                                                                  | {\displaystyle k_{+\pm }{\bigl (}{\tfrac {1}{2}},{\tfrac {1}{3}}{\bigr )}=0_{4}.3{\overline {12}}={\tfrac {17}{20}}} | {\displaystyle a=\scriptstyle \scriptstyle \mathbf {A} {\overline {\mathbf {,B} }}} | {\displaystyle k_{-\pm }{\bigl (}{\tfrac {1}{2}},{\tfrac {1}{3}}{\bigr )}=0_{4}.0{\overline {21}}={\tfrac {3}{20}}} | {\displaystyle a=\scriptstyle \mathbf {A} {\overline {\mathbf {,D} }}} |

| {\displaystyle {\bigl (}{\tfrac {1}{3}},{\tfrac {1}{2}}{\bigr )}\in {\bigl (}{\mathcal {I}}\!\setminus \!E_{2}{\bigr )}\!\times \!E_{2}} | {\displaystyle {\bigl (}{\tfrac {1}{3}},{\tfrac {1}{2}}{\bigr )}\in {\bigl (}{\mathcal {I}}\!\setminus \!E_{2}{\bigr )}\!\times \!E_{2}} | {\displaystyle x={\tfrac {1}{3}}}                                                                                         | {\displaystyle x={\tfrac {1}{3}}}                                                             |
| {\displaystyle {\bigl (}{\tfrac {1}{3}},{\tfrac {1}{2}}{\bigr )}\in {\bigl (}{\mathcal {I}}\!\setminus \!E_{2}{\bigr )}\!\times \!E_{2}} | {\displaystyle {\bigl (}{\tfrac {1}{3}},{\tfrac {1}{2}}{\bigr )}\in {\bigl (}{\mathcal {I}}\!\setminus \!E_{2}{\bigr )}\!\times \!E_{2}} | {\displaystyle \searrow \!\!\!\!\!\!\nearrow \,=0_{2}.{\overline {01}}}                                                   |                                                                                               |
| {\displaystyle y={\tfrac {1}{2}}} | {\displaystyle \searrow \,=0_{2}.1{\overline {0}}}                                                                                       | {\displaystyle k_{\pm +}{\bigl (}{\tfrac {1}{3}},{\tfrac {1}{2}}{\bigr )}=0_{4}.1{\overline {323010}}={\tfrac {25}{52}}}  | {\displaystyle a=\scriptstyle \scriptstyle \mathbf {A} {\overline {\mathbf {,A,B,B,A,D,D} }}} |
| {\displaystyle y={\tfrac {1}{2}}} | {\displaystyle \nearrow \,=0_{2}.0{\overline {1}}}                                                                                       | {\displaystyle k_{\pm -}{\bigl (}{\tfrac {1}{3}},{\tfrac {1}{2}}{\bigr )}=0_{4}.0{\overline {230103}}=\;{\tfrac {9}{52}}} | {\displaystyle a=\scriptstyle \mathbf {A} {\overline {\mathbf {,D,D,C,B,B,C} }}}              |

| {\displaystyle {\bigl (}{\tfrac {1}{2}},{\tfrac {1}{2}}{\bigr )}\in E_{2}\!\times \!E_{2}} | {\displaystyle {\bigl (}{\tfrac {1}{2}},{\tfrac {1}{2}}{\bigr )}\in E_{2}\!\times \!E_{2}} | {\displaystyle x={\tfrac {1}{2}}}                                                                                               | {\displaystyle x={\tfrac {1}{2}}}                                                     | {\displaystyle x={\tfrac {1}{2}}}                                                                                               | {\displaystyle x={\tfrac {1}{2}}}                                        |
| {\displaystyle {\bigl (}{\tfrac {1}{2}},{\tfrac {1}{2}}{\bigr )}\in E_{2}\!\times \!E_{2}} | {\displaystyle {\bigl (}{\tfrac {1}{2}},{\tfrac {1}{2}}{\bigr )}\in E_{2}\!\times \!E_{2}} | {\displaystyle \searrow \,=0_{2}.1{\overline {0}}}                                                                              | {\displaystyle \searrow \,=0_{2}.1{\overline {0}}}                                    | {\displaystyle \nearrow \,=0_{2}.0{\overline {1}}}                                                                              | {\displaystyle \nearrow \,=0_{2}.0{\overline {1}}}                       |
| {\displaystyle y={\tfrac {1}{2}}}                                                          | {\displaystyle \searrow \,=0_{2}.1{\overline {0}}}                                         | {\displaystyle k_{++}{\bigl (}{\tfrac {1}{2}},{\tfrac {1}{2}}{\bigr )}=0_{4}.2{\overline {0}}=} {\displaystyle {\tfrac {1}{2}}} | {\displaystyle a=\scriptstyle \scriptstyle \mathbf {A,A} {\overline {\mathbf {,D} }}} | {\displaystyle k_{-+}{\bigl (}{\tfrac {1}{2}},{\tfrac {1}{2}}{\bigr )}=0_{4}.1{\overline {3}}=} {\displaystyle {\tfrac {1}{2}}} | {\displaystyle a=\scriptstyle \mathbf {A,A} {\overline {\mathbf {,B} }}} |
| {\displaystyle y={\tfrac {1}{2}}}                                                          | {\displaystyle \nearrow \,=0_{2}.0{\overline {1}}}                                         | {\displaystyle k_{+-}{\bigl (}{\tfrac {1}{2}},{\tfrac {1}{2}}{\bigr )}=0_{4}.3{\overline {1}}={\tfrac {5}{6}}}                  | {\displaystyle a=\scriptstyle \mathbf {A,B} {\overline {\mathbf {,B} }}}              | {\displaystyle k_{--}{\bigl (}{\tfrac {1}{2}},{\tfrac {1}{2}}{\bigr )}=0_{4}.0{\overline {2}}={\tfrac {1}{6}}}                  | {\displaystyle a=\scriptstyle \mathbf {A,D} {\overline {\mathbf {,D} }}} |

| {\displaystyle {\bigl (}{\tfrac {1}{4}},{\tfrac {1}{4}}{\bigr )}\in E_{2}\!\times \!E_{2}} | {\displaystyle {\bigl (}{\tfrac {1}{4}},{\tfrac {1}{4}}{\bigr )}\in E_{2}\!\times \!E_{2}} | {\displaystyle x={\tfrac {1}{4}}}                                                                                                | {\displaystyle x={\tfrac {1}{4}}}                                                       | {\displaystyle x={\tfrac {1}{4}}}                                                                                  | {\displaystyle x={\tfrac {1}{4}}}                                          |
| {\displaystyle {\bigl (}{\tfrac {1}{4}},{\tfrac {1}{4}}{\bigr )}\in E_{2}\!\times \!E_{2}} | {\displaystyle {\bigl (}{\tfrac {1}{4}},{\tfrac {1}{4}}{\bigr )}\in E_{2}\!\times \!E_{2}} | {\displaystyle \searrow \,=0_{2}.01{\overline {0}}}                                                                              | {\displaystyle \searrow \,=0_{2}.01{\overline {0}}}                                     | {\displaystyle \nearrow \,=0_{2}.00{\overline {1}}}                                                                | {\displaystyle \nearrow \,=0_{2}.00{\overline {1}}}                        |
| {\displaystyle y={\tfrac {1}{4}}}                                                          | {\displaystyle \searrow \,=0_{2}.01{\overline {0}}}                                        | {\displaystyle k_{++}{\bigl (}{\tfrac {1}{4}},{\tfrac {1}{4}}{\bigr )}=0_{4}.02{\overline {0}}=} {\displaystyle {\tfrac {1}{8}}} | {\displaystyle a=\scriptstyle \scriptstyle \mathbf {A,D} {\overline {\mathbf {,D,A} }}} | {\displaystyle k_{-+}{\bigl (}{\tfrac {1}{4}},{\tfrac {1}{4}}{\bigr )}=0_{4}.03{\overline {1}}={\tfrac {5}{24}}}   | {\displaystyle a=\scriptstyle \mathbf {A,D,C} {\overline {\mathbf {,C} }}} |
| {\displaystyle y={\tfrac {1}{4}}}                                                          | {\displaystyle \nearrow \,=0_{2}.00{\overline {1}}}                                        | {\displaystyle k_{+-}{\bigl (}{\tfrac {1}{4}},{\tfrac {1}{4}}{\bigr )}=0_{4}.01{\overline {3}}=} {\displaystyle {\tfrac {1}{8}}} | {\displaystyle a=\scriptstyle \mathbf {A,D} {\overline {\mathbf {,D,C} }}}              | {\displaystyle k_{--}{\bigl (}{\tfrac {1}{4}},{\tfrac {1}{4}}{\bigr )}=0_{4}.00{\overline {2}}=\;{\tfrac {1}{24}}} | {\displaystyle a=\scriptstyle \mathbf {A,D,A} {\overline {\mathbf {,A} }}} |

| {\displaystyle {\bigl (}{\tfrac {1}{2}},{\tfrac {1}{4}}{\bigr )}\in E_{2}\!\times \!E_{2}} | {\displaystyle {\bigl (}{\tfrac {1}{2}},{\tfrac {1}{4}}{\bigr )}\in E_{2}\!\times \!E_{2}} | {\displaystyle x={\tfrac {1}{2}}}                                                                                 | {\displaystyle x={\tfrac {1}{2}}}                                                   | {\displaystyle x={\tfrac {1}{2}}}                                                                                | {\displaystyle x={\tfrac {1}{2}}}                                      |
| {\displaystyle {\bigl (}{\tfrac {1}{2}},{\tfrac {1}{4}}{\bigr )}\in E_{2}\!\times \!E_{2}} | {\displaystyle {\bigl (}{\tfrac {1}{2}},{\tfrac {1}{4}}{\bigr )}\in E_{2}\!\times \!E_{2}} | {\displaystyle \searrow \,=0_{2}.1{\overline {0}}}                                                                | {\displaystyle \searrow \,=0_{2}.1{\overline {0}}}                                  | {\displaystyle \nearrow \,=0_{2}.0{\overline {1}}}                                                               | {\displaystyle \nearrow \,=0_{2}.0{\overline {1}}}                     |
| {\displaystyle y={\tfrac {1}{4}}}                                                          | {\displaystyle \searrow \,=0_{2}.01{\overline {0}}}                                        | {\displaystyle k_{++}{\bigl (}{\tfrac {1}{2}},{\tfrac {1}{4}}{\bigr )}=0_{4}.31{\overline {2}}={\tfrac {41}{48}}} | {\displaystyle a=\scriptstyle \scriptstyle \mathbf {A} {\overline {\mathbf {,B} }}} | {\displaystyle k_{-+}{\bigl (}{\tfrac {1}{2}},{\tfrac {1}{4}}{\bigr )}=0_{4}.02{\overline {1}}={\tfrac {7}{48}}} | {\displaystyle a=\scriptstyle \mathbf {A} {\overline {\mathbf {,D} }}} |
| {\displaystyle y={\tfrac {1}{4}}}                                                          | {\displaystyle \nearrow \,=0_{2}.00{\overline {1}}}                                        | {\displaystyle k_{+-}{\bigl (}{\tfrac {1}{2}},{\tfrac {1}{4}}{\bigr )}=0_{4}.32{\overline {1}}={\tfrac {43}{48}}} | {\displaystyle a=\scriptstyle \mathbf {A} {\overline {\mathbf {,B} }}}              | {\displaystyle k_{--}{\bigl (}{\tfrac {1}{2}},{\tfrac {1}{4}}{\bigr )}=0_{4}.01{\overline {2}}={\tfrac {5}{48}}} | {\displaystyle a=\scriptstyle \mathbf {A} {\overline {\mathbf {,D} }}} |

## Darstellung als Lindenmayer-System
Die Hilbert-Kurve kann als Termersetzungssystem (Lindenmayer-System) formuliert werden.
Variablen: A, B, C, D
Terminale: ↑, →, ↓, ←
      (blaugrüne Pfeile in der Abb. 7)
Startsymbol: A
Ersetzungsregeln:
A ⇒ D ↑ A → A ↓ B
B ⇒ C ← B ↓ B → A
C ⇒ B ↓ C ← C ↑ D
D ⇒ A → D ↑ D ← C
Die Ersetzungsregeln legen fest, welche Ausrichtung (welche Variable) in der nächsten Iteration durch welche Ausrichtung verbunden durch welche Pfeile (Terminale) ersetzt werden sollen.

## Weiter gefasste Konstruktionsprinzipien

Abb. 9: Moore-Polygon der ersten bis dritten Iteration.
Die Bits im Index (Schrift gedreht) auf gerader Stelle in blau, auf ungerader in rot.
Der Moore-Index eines Quadrates mit Mittelpunkt findet sich am Schnittpunkt von -Spalte mit -Zeile. (Alle Zahlen im Binärsystem)

Die Hilbertkurve ist (bis auf Spiegelungen und Rotationen) die einzige zweidimensionale FASS-Kurve des Quadrats mit Start und Ende an zwei Ecken („vertex-gated“).
Die Hilbert-Kurve nach Moore, kurz: die Moore-Kurve (engl. Moore curve) ist eine geschlossene Form der Hilbert-Kurve. Sie hat dasselbe Grundmuster wie diese. Die Übergänge zwischen den Quadraten wenden sich jedoch sowohl nach außen als auch nach innen.
Sie ist genauso raumfüllend und hat sehr ähnliche Nachbarschaftseigenschaften wie die Hilbert-Kurve. Bei den Transformationen kommen alle acht Isometrien {\displaystyle \in D_{4}} vor.
Weitere Kurven auf ähnlicher Konstruktionsbasis wurden gefunden.
Die Konstruktionsprinzipien können noch weiter – unter Aufrechterhaltung der stetigen Raumfüllung – gelockert werden.
Insbesondere die Aufgabe der Selbstähnlichkeit eröffnet eine Abundanz an Möglichkeiten. Hinweise dazu finden sich im Artikel Raumfüllende Kurve.

## Ausblick auf den 3-dimensionalen Fall

Abb. 10: 3D-Hilbert-Kurve beta mit dem Grundmuster (türkis)

Die nebenstehende Abbildung 10 zeigt Grundmuster und erste Iteration der Hilbert-Kurve beta – eines von vielen Beispielen einer {\displaystyle (d\!=\!3)}-dimensionalen Hilbert-Kurve.
Wie im 2-dimensionalen Fall stehen die verschiedenen Ausrichtungen über Isometrien des {\displaystyle \mathbb {R} ^{d}} in Beziehung zueinander.
Wie dort bilden diese Isometrien eine Gruppe, und zwar hier: eine Untergruppe der 48-elementigen Würfelgruppe.
Das Beispiel der Abb. 10 zeigt eine Variante mit einer 24-elementigen Isometriengruppe, die zur symmetrischen Gruppe {\displaystyle S_{4}} isomorph ist.
Es gibt im 3-dimensionalen Fall signifikant mehr Möglichkeiten für die Konstruktion einer Hilbert-Kurve, die sich durch die „Traversierung“ (engl. traversal, grün in der Abb.) charakterisieren lassen.
H. Haverkort klassifiziert alle 3-dimensionalen Hilbert-Kurven und zählt 920 „face-continuous“ (deutsch etwa: Zellen-stetig), bei denen zwei aufeinanderfolgende Nachbarwürfel ein Quadrat (eine {\displaystyle (d\!-\!1=2)}-dimensionale Zelle) gemeinsam haben, und insgesamt 10 694 807 verschiedene 3-dimensionale Hilbert-Kurven (p. 20), wobei er auch Grundmuster zulässt, bei denen sich die Nachbarwürfel nur an einer Kante oder Ecke berühren (Figure 13). Er weist auch darauf hin, dass es (wie im 2-dimensionalen Fall) unendlich viele Hilbert-Kurven gibt, wenn man auf Selbstähnlichkeit verzichtet.
In der Abb. 10 ist das Grundmuster des Ausgangswürfels durch den Polygonzug in der Farbe türkis dargestellt. Dieses Grundmuster bringt in der ersten Iterationsstufe die 8 Teilwürfel innerhalb des Ausgangswürfels in eine zusammenhängende Reihenfolge.
In der zweiten Iterationsstufe wiederholt sich zwar dieses Grundmuster pro Teilwürfel, für die Traversierung der Teil-Teilwürfel der zweiten Stufe bleiben dennoch sehr viele Freiheitsgrade, die die Hilbert-Kurve als Ganze charakterisieren. Im Beispiel werden sie durch den grünen Polygonzug festgelegt.
Die für die Traversierung erforderlichen Drehungen, Kippungen und/oder Spiegelungen an den 7 inneren Übergangsstellen des Grundmusters kann man anhand der Abb. verifizieren. (Nachbarschaften werden durch die bei der rekursiven Einbettung anfallenden Isometrien nicht geändert.)
Bei den Übergängen zwischen den Teilwürfeln (den „gates“ S. 13) gibt es weitere Wahlmöglichkeiten.
H. Haverkort klassifiziert die gezeigte Hilbert-Kurve beta als „facet-gated“ (deutsch etwa: Zellen-verbunden), weil die (Übergänge an den) Enden der Teilwürfel 0 und 7 im Innern einer Quadratseite liegen. Es gibt aber auch „edge-gated“ (deutsch etwa: Kanten-verbundene) und „vertex-gated“ (deutsch etwa: Ecken-verbundene) Hilbert-Kurven.
In der Abb. 10 ist in den Teilwürfeln die Transformation eingetragen, die einen Würfel, der gleich wie der Ausgangswürfel ausgerichtet ist, abhängig von der Oktalziffer {\displaystyle \tau \in \{0,1,\dotso ,7\}} in den Teilwürfel der Nummer {\displaystyle \tau } einbettet.
Diese Transformation hat vier Komponenten, die Isometrie (gezeigt als Funktion der Koordinaten {\displaystyle \xi ,\eta ,\zeta \in \{-1,1\}}), einen additiven Vektor, der die Parallelverschiebung, also das Zentrum des Teilwürfels der Ziffer {\displaystyle \tau } angibt, die Skalierung um den Faktor {\displaystyle {\tfrac {1}{2}}} und eine Angabe, in welcher Richtung {\displaystyle \in \{-1,1\}} das Grundmuster bei dieser Ziffer einzusetzen ist.
Nach H. Haverkort hat die Hilbert-Kurve beta als (die einzige) Zellen-verbundene (engl. facet-gated curve) hervorragende Nachbarschafts-erhaltende Eigenschaften.
Bei 3 von Haverkorts 6 Kriterien („metrics“) steht sie auf Platz eins, bei den anderen 3 auf Platz zwei und ist ≤4 % vom Optimum entfernt (section 7.3 Locality-preserving properties).
Die Faltung des Genoms ähnelt einer dreidimensionalen Hilbert-Kurve.

## Erweiterungen
Hilbert-Kurven lassen sich auch effizient für Räume, die nicht Quadrate sind, implementieren. Durch Variation der »Geschwindigkeit« können unterschiedliche Dichten berücksichtigt werden.
Auch in höheren Dimensionen lassen sich Hilbert-Kurven generieren.